# Tacna
Tacna es una ciudad peruana, capital de la provincia y del departamento homónimo en el extremo sur del país. Su área urbana se extiende por cinco distritos conurbados que albergan una población de 325 159 habitantes según estimación y proyección del INEI para el 2020.
La ciudad de Tacna fue fundada oficialmente el 25 de junio de 1855 durante la época republicana peruana, pero las bases de la ciudad datan desde la colonia, cuando se constituyó en reducción indígena. La ciudad de Tacna fue declarada Ciudad Heroica por el Congreso de la República del Perú el 21 de mayo de 1821 por sus servicios distinguidos a la causa de la Independencia. Fue también la capital de iure de la República Sud-Peruana (1836-1839), y la sede del gobierno de la Confederación Perú-Boliviana.
Después de la Guerra del Pacífico, esta fue administrada por Chile, debido al Tratado de Ancón, creándose así la provincia chilena de Tacna, junto con el departamento y comuna homónimas. El territorio de Tarata, administrado como departamento y comuna, fue devuelto el 1 de septiembre de 1925 y el resto en el 28 de agosto de 1929 debido al Tratado de Lima.
Desde la década del 40 del siglo XX, la ciudad ha experimentado un fuerte crecimiento demográfico acompañado de un constante ingreso migratorio, principalmente altiplánico. Este crecimiento demográfico originó la creación de 3 distritos urbanos (Alto de la Alianza, Ciudad Nueva, Coronel Gregorio Albarracín Lanchipa) y la absorción de parte del distrito de Pocollay al área urbana tacneña. Estos 4 distritos mencionados, junto al distrito de Tacna, conforman la ciudad homónima.

## Etimología
El autor Jorge Cáceresindica que el nombre podría ser un sinónimo de ladera o gradería. Los habitantes del Collao llaman Taccana a las quebradas suaves que desembocan en el lago Titicaca, por lo que este vocablo podría venir del aimara. Rómulo Cúneo Vidal indica que significa "lugar cultivado en eras de suave gradería". Los campesinos aymaras de la provincia de Tarata indican que la palabra Taccana significa: "Ladera o terreno ubicado en ladera con andenes y graderías"; así en el valle de Chucatamani existe un lugar con esas características y se llama Taccana además de que sese parecen a los que existen en las cabeceras del valle de Tacna.
Vicente Dagnino indica que Tákana o Táccana proviene de las raíces quechua: taka: golpear, y na: lugar, que significaría: Yo golpeo en este lugar en relación con la conquista de los quechuas sobre este valle[cita requerida]. Manuel Quiroga, dice que proviene del aimara: ta arranque, ka divide y na asiento; es decir "Asiento o lugar de división o partición" de tierras para el cultivo. Carlos Auza Arce,indica que Takana puede significar: Mazo, martillo, mortero, mano de mortero, piedra, duro, dique, andén, siendo de uso común en el quechua y el aimara.

## Historia

### Época precolombina
Al inicio la zona estaba poblada por camanchacos, coles, lupacas, chinchorros y uros. La colonización aimara ocurrió hacia el 800 d. C. y posteriormente el inca Túpac Yupanqui recorrería esta región integrándola al Imperio inca.
En 1572, se inician los primeros asentamientos hispánicos en el valle del río Caplina, sobre el territorio que actualmente ocupa la ciudad.

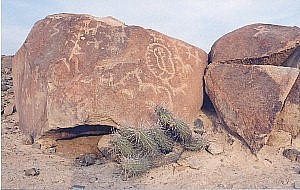
Petroglifos de Miculla.

### Época colonial
El primer conquistador por estas tierras fue Diego de Almagro que retornó sin éxito de su recorrido en el Reino de Chile. Acompañaban a Diego de Almagro de regreso al Cuzco dos evangelizadores llamados fray Antonio Rendón Sarmiento y fray Francisco Ruiz Castellano quienes en su recorrido fueron bautizando los poblados fundados con la primera misa otorgándoles el nombre del santoral de la fecha, así: Pica: fue el día de San Andrés, Tarapacá: el día de San Lorenzo, Arica: el día de San Marcos, Azapa el día de San Miguel, Tacna el día de San Pedro, Tarata el día de San Benito Abad. El segundo conquistador fue Pedro de Valdivia quien organizó campamentos en Arequipa, Tacna y Tarapacá antes de iniciar su recorrido hacia el sur del continente, quedaron así fundadas estas tierras sureñas por el Reino de España.
En 1565, el virrey Lope García de Castro creó el Corregimiento de San Marcos de Arica y del cual el pueblo de San Pedro de Takana formaba parte, siendo la autoridad principal el teniente corregidor.
Fue Pedro Pizarro quien sofocó la rebelión de Manco II en 1536 en las regiones de Chucuito, Moquegua, Tacna y Tarapacá. Luego, se le entregarían al mismo Pedro Pizarro las encomiendas de Tacna y Arica mientras que la encomienda de Tarapacá se entregaría a Lucas Martínez Vegazo. Por otro lado, en 1573 debemos mencionar que el virrey Toledo encarga al licenciado Juan Maldonado de Buendía establecer una Reducción de Indígenas en el pueblo de Takana.
En 1607, se tiene conocimiento que el teniente de corregidor es Juan de Frías. Entre 1607 y 1612, se denomina al pueblo del valle del Caplina como San Pedro de Takana o Tacana, siendo el cacique principal de pueblo Pedro Quea. Los conquistadores modificaron el nombre primitivo de Takana por Tacna. Tacna era un caserío de nativos y mitimaes.
El Papa Paulo V, a pedido del rey de España, mediante la bula del 20 de julio de 1609, autoriza la creación del obispado de Arequipa, segregándolo del obispado del Cuzco.
El virrey Juan de Mendoza y Luna, marqués de Montesclaros, el 17 de octubre de 1613 y con el encargo del papa Paulo V y el rey Felipe III, hizo la división eclesiástica y política de Arequipa. Allí se establece que la demarcación de la nueva diócesis, integrada por 7 corregimientos: Arequipa, Collaguas, Condesuyos, Camaná, Vitor, Carumas-Ubinas y Valle de Moquegua y Arica con la provincia de Tarapacá. Dentro del corregimiento de San Marcos de Arica, quedó incluida la parroquia de San Pedro de Tacna, a cargo de una cura y otras parroquias como Tarata, Sama, Ilabaya, Putina y Locumba.
El auto del virrey Juan de Mendoza y Luna, de fecha 17 de octubre de 1613, establece la creación de San Pedro de Tacna como parroquia, intervino en la ejecución del mandato del virrey, el Deán de la iglesia de Arequipa, don Pedro Ordaz de León. El primer párroco fue Pedro Téllez, quien hizo levantar el primer templo. Siguen como párrocos: Pedro Manrique, Luis Arias y Diego Armenta. El quinto párroco, Melchor Méndez, hizo levantar un nuevo el templo dedicado a San Pedro apóstol en 1679.
Hacia 1777, el corregimiento de Arica estaba integrado por Ilo, Tacna, Arica, Iquique, Pica, Ilabaya, Tarata, Codpa.

Bandera de Tacna enarbolada por el almirante Guillermo Miller en 1821.

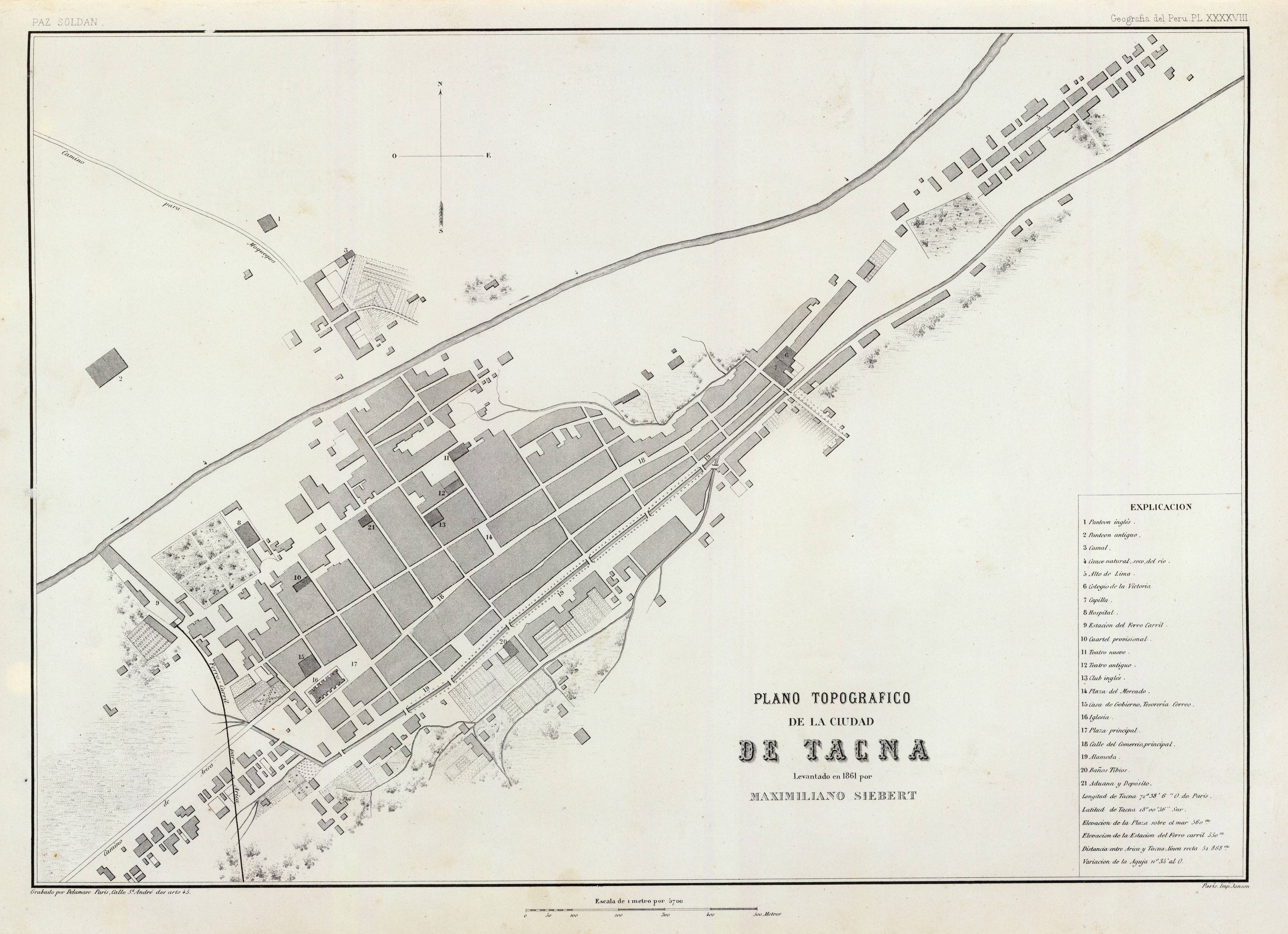
Plano de la ciudad de Tacna en 1861.

En noviembre de 1780, la rebelión de Túpac Amaru II se extendió por todo el sur del Perú incluyendo la región andina de Tacna, bajo el mando del indígena de Calacoto Juan Buitrón y su grupo de insurrectos recorrieron Tarata, Candarave, Codpa y Tarapacá.
En 1787, Por real cédula de Carlos III, fueron suprimidos los corregimientos en el Virreinato del Perú con el fin de evitar los abusos que los corregidores cometían con los nativos. El corregimiento de Arica había durado 222 años. El primer corregidor fue Francisco Rodríguez Almeida, y el último, Fernando Inclán y Valdez.
Con la nueva demarcación política y sobre la base de los obispados, se crearon las intendencias, que se subdividieron en partidos. Dentro de la Intendencia de Arequipa se consideró el partido de Arica, siendo la primera autoridad el subdelegado. Tacna y pueblos aledaños quedaron incluidos en el partido de Arica, cuya capital era la ciudad de San Marcos de Arica.
Con motivo de las incursiones de piratas, de maremotos, de fiebres palúdicas en el puerto de Arica, las Cajas Reales y el subdelegado de Arica se trasladaron al pueblo de Tacna. Las autoridades virreinales preferían trasladarse a caballo, de Tacna a Arica, recorriendo por camino de herradura las diez leguas de distancia aproximadamente, entre ambos lugares.
El 20 de junio de 1811, Francisco Antonio de Zela, se levantó en armas contra la administración española y tomó los cuarteles virreinales de Tacna autonombrándose Comandante Militar de la Unión Americana, designando al curaca Toribio Ara, jefe de la división de caballería. La rebelión fue desmantelada luego de conocerse la derrota de los argentinos dirigidos por Castelli en la batalla de Guaqui cerca al lago Titicaca, siendo tomado preso Zela y desterrado a Panamá.
Con la constitución aprobada y jurada por las Cortes de Cádiz en 1812, se dispuso la elección de ayuntamiento en América.
El 4 de julio de 1813, se eligen a la junta electoral integrada por 17 personas en la casa Parroquial de Tacna. El domingo 11 de julio de 1813, reunidos en la casa del gobernador teniente coronel Antonio de Rivero la junta eligió al primer ayuntamiento de Tacna y fueron:
Manuel Calderón de la Barca (alcalde primero), Nicolás Buteler (alcalde segundo), Manuel Vicente Belaunde, Pedro Alejandrino Barrios, Cipriano de Castro, Alejo Bustios, Mariano Coronel Zegarra, Bonifacio Quelopana, Sebastián Romero (Regidores), Toribio Ara (Cacique y gobernador de naturales), José Barrios y Hurtado (Síndico Primero), Juan Flores (Síndico Segundo).
El 3 de octubre de 1813, el tacneño Juan Pallardelli fue emisario de Manuel Belgrano coordinando el alzamiento de Enrique Pallardelli en Tacna y de Enrique Peñaranda en Tarapacá. Sería en la batalla de Camiara donde el realista José Gabriel de Santiago derrotaría a los independentistas que huyeron al Alto Perú. En el movimiento de Pallardelli participa el alcalde Calderón de la Barca y José Gómez.
En 1814, las huestes independentistas de Mateo Pumacahua llegan hasta las proximidades de Tacna. El subdelegado virreinal Moscoso, se retira hacia el puerto de Ilo.
En 1821, desembarcó en Arica parte del ejército independentista al mando de Guillermo Miller, organizando una fuerza militar compuesta por patriotas de Moquegua, Tacna y Arica. El 14 de mayo de 1821 ingresó a Tacna donde dos regimientos realistas se les unieron denominándose la fuerza "Los independientes de Tacna".
El 28 de julio de 1821, José de San Martín declaró la independencia del Perú.
El 17 de junio de 1823, desembarcaron en Arica las fuerzas patriotas al mando de los generales Agustín Gamarra y Andrés de Santa Cruz.

### Época republicana

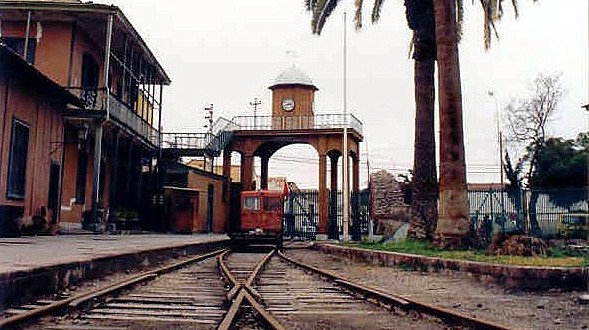
Estación ferroviaria construida durante el gobierno de José Balta.

Luego de proclamada la independencia, se establece el gobierno de Perú, siendo el ariqueño Hipólito Unanue el ministro de hacienda del primer gobierno peruano.
Durante la Confederación Perú-Boliviana, que propuso Andrés de Santa Cruz, la ciudad de Tacna fue sede del Congreso de la Confederación.
El 9 de diciembre de 1841, Tacna fue ocupada por las tropas del ejército Boliviano al mando del coronel boliviano Manuel Rodríguez Magariños siendo desocupada más tarde, después de las múltiples derrotas sufridas por el ejército invasor a manos del ariqueño Juan Bautista Ramos, mayor del ejército del Perú, que organiza una guerrilla con los vecinos de Azapa y se enfrenta a las fuerzas bolivianas de Bernardo Rojas en Arica el 25 de diciembre de 1841. En Sama, el coronel tacneño José María Lavayén organiza una tropa que logra derrotar a los bolivianos de Rojas. En Locumba, el coronel Manuel de Mendiburu también organiza fuerzas entre quienes se encontraba Justo Arias y Aragüez en 1842, también José Rosa Ara organiza en Tacna una columna de campesinos y en Los Altos de Chipe (Locumba) derrota a una columna boliviana. Estos hechos obligan a las fuerzas bolivianas derrotadas a replegarse a Puno y posteriormente se retiran a Bolivia.

#### Administración chilena (1880-1929)

Mapa explicando la controversia entre Chile y Perú (entre 1883 y 1929) por los territorios de Tacna y Arica y su solución con el Tratado de Lima.

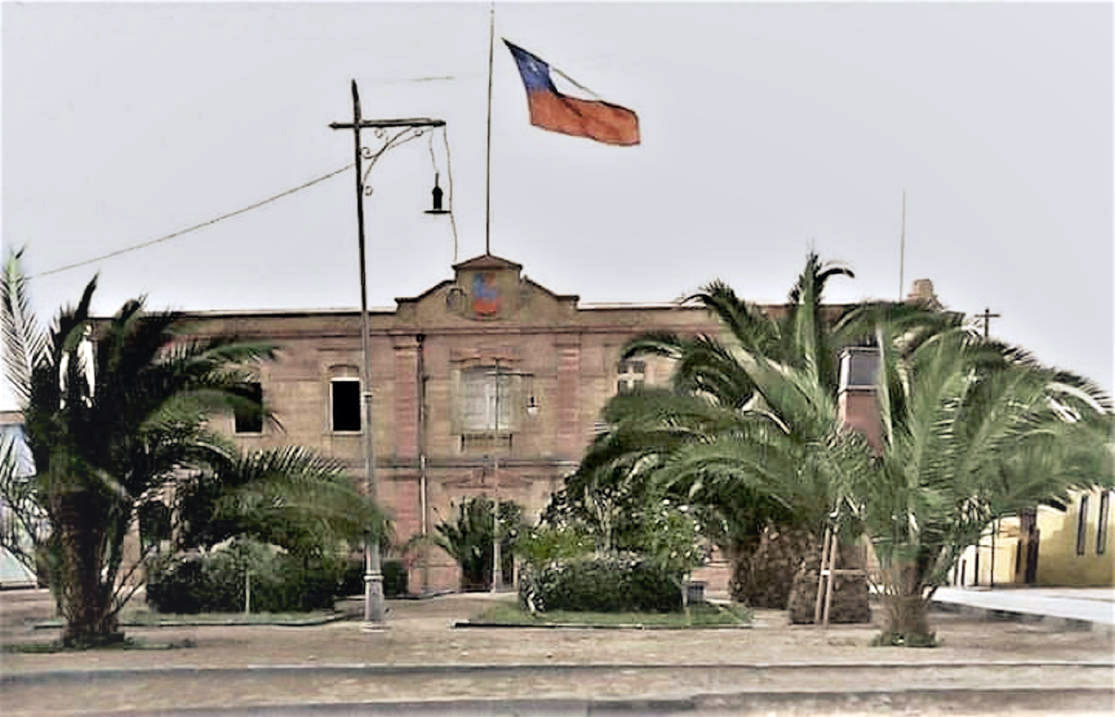
Fachada de la Intendencia de Tacna con la bandera de Chile, año 1920.

Después de la batalla del Alto de la Alianza (1880), durante la Guerra del Pacífico, la provincia de Tacna, de Tarata y de Arica fue administrada por Chile. De acuerdo al tratado de Ancón (1883), se debía realizar un plebiscito dentro de diez años, pero no se efectuó debido a numerosos problemas. Tacna permaneció en esas condiciones durante casi 50 años hasta el 28 de agosto de 1929, fecha en la cual gran parte del departamento de Tacna fue reincorporada a Perú. La provincia de Tarata ya había sido devuelta por Chile el 1 de septiembre de 1925. Sin embargo parte de la zona altiplanica del departamento de Tacna quedó definitivamente bajo soberanía chilena, junto al departamento de Arica y la provincia de Tarapacá, esta última fue entregada a perpetuidad en 1883.
Uno de los personajes importantes que vivió en Tacna cuando fue administrada por Chile, fue Salvador Allende Gossens y su familia, quienes vivieron ocho años en la ciudad, Allende llegó con meses de vida en 1908, además estudió en el Liceo de Tacna.

#### Tacna reincorporada al Perú (1929-presente)
En 1975, en la ciudad se realiza el golpe militar del General de División Francisco Morales Bermúdez que derroca al gobernante del Perú, General de División Juan Velasco Alvarado. Se conoce como Tacnazo.

## Geografía

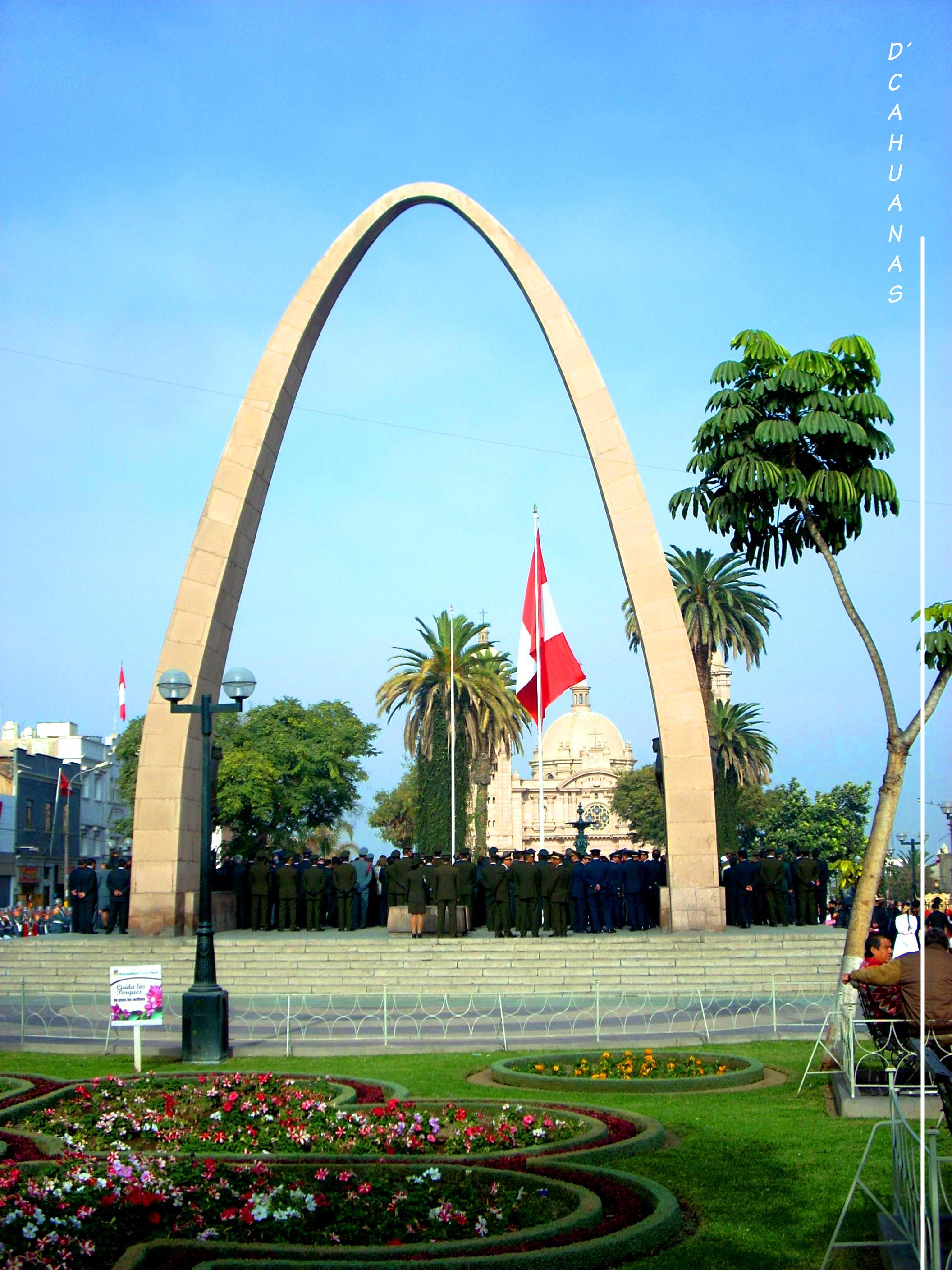
Arco Parabólico.

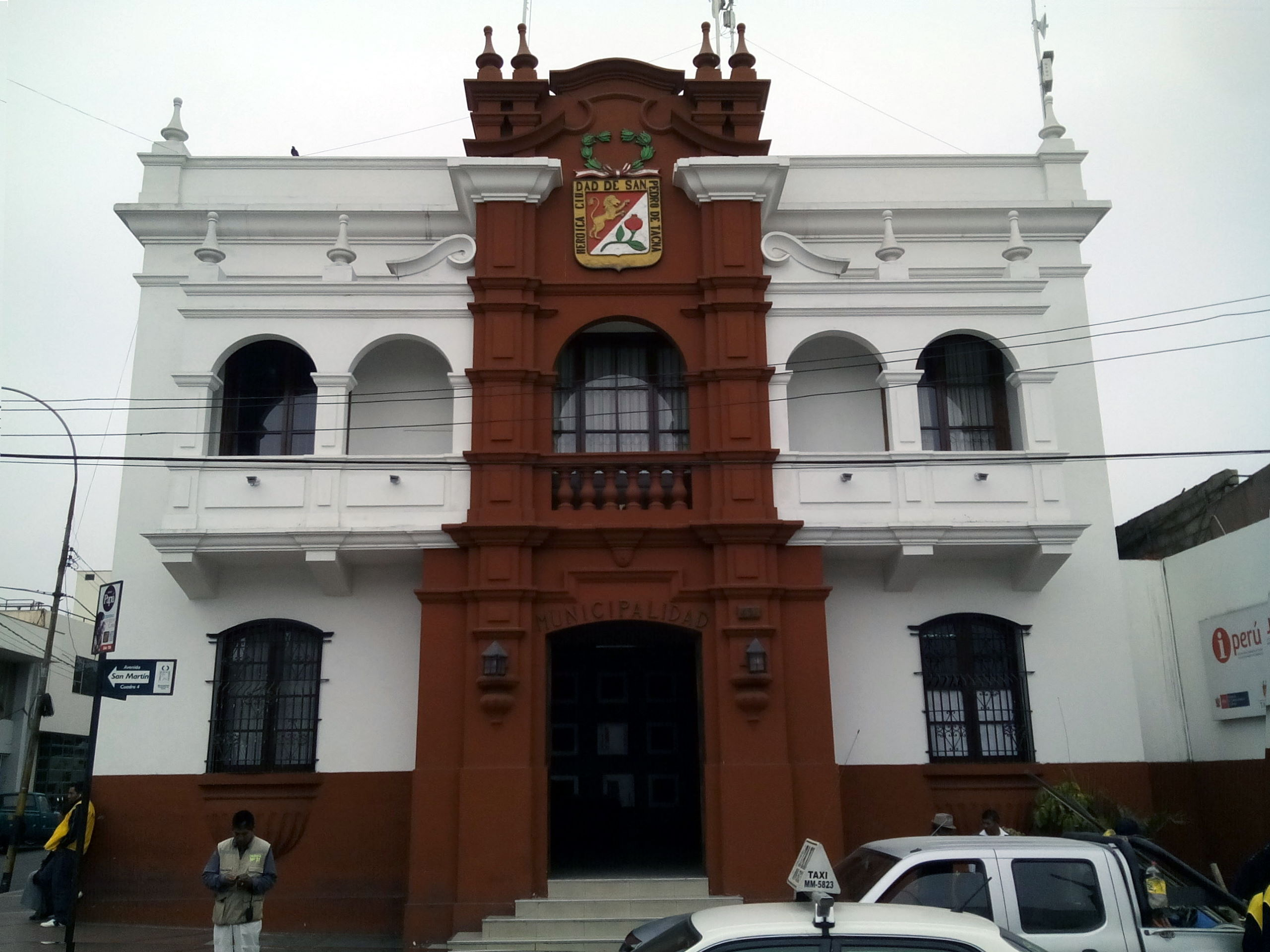
Antiguo Palacio Municipal.

La ciudad de Tacna tiene una altitud promedio de 562 m s. n. m. y por tanto se ubica dentro del ecosistema de la yunga costera (Pulgar Vidal). Se encuentra recorrida de este a oeste por el río Caplina, y sus principales accidentes geográficos son los cerros Intiorko, Arunta y Chastudal. Antiguamente la ciudad sólo se enmarcaba entre el Intiorko y el Arunta, pero la creciente población ha ido poblando las pampas de Viñani ubicadas al sur del Arunta hasta el cerro Chastudal.
La ciudad de Tacna tiene por lo general un territorio llano en pendiente, hacia el este y el sureste de la ciudad se ubica un valle denominado localmente "Valle viejo" que se extiende por ambas márgenes del río Caplina. Este "Valle viejo" viene retrocediendo ante la creciente urbanización. Igualmente hacia el oeste de la ciudad se encuentran las áreas de cultivo de Para y Magollo, en el caso de Para ha sufrido gran retroceso con respecto a la ciudad; mientras que en el caso de Magollo, la urbanización continúa su proceso. Las áreas verdes son hábitat estacionalmente de una población de Eulidia yarrellii.
El río Caplina ha sido canalizado y recorre la ciudad por debajo de la Alameda Bolognesi. Sus aguas no llegan al mar y durante gran parte del año su cauce es seco. En lengua aimara los naturales llamaron Kapallina a este río que significa "el que se acaba, el que no llega al mar". Según Carlos Auza Arce el río nace con el nombre de Kurumani que en lengua nativa significa "agua de manantial", por su escaso caudal.
Otra fuente de agua de esta ciudad es el canal de Uchusuma, construido durante el auge del salitre. Este canal trasvasa las aguas del río Uchusuma (río que nace en la Cordillera del Barroso y es afluente del río Maure) desde el lado oriental de dicha cordillera hacia el lado occidental. Las aguas del canal de Uchusuma se utilizan para el abastecimiento de agua potable de la población de Tacna y para el uso agrícola.
Entre los cerros Arunta y Chastudal, se forma la quebrada del Arunta que recorre el río Seco. Este río no tiene agua constante, pero ante fenómenos inusuales de lluvias intensas ha formado caudal.

### Clima
El clima de Tacna es templado subtropical y desértico. El clima de Tacna está en transición entre el clima desértico frío (BWk) y el clima desértico cálido (BWh), según la clasificación climática de Köppen. Pueden ocurrir grandes levantamientos de barro y arena, llamados coloquialmente como "Tormentas de arena". El 8 de julio de 2016, se registró 31.5 °C, una temperatura totalmente anormal para la fecha, producido por un fenómeno llamado subsidencia, que produjo un incremento brusco en la temperatura y grandes levantamientos de arena. La temperatura media es de 18,6 °C, con una máxima de 32 °C y una mínima de 8 °C. La mínima más baja registrada fue de 5 °C 
| Parámetros climáticos promedio de Tacna | Parámetros climáticos promedio de Tacna | Parámetros climáticos promedio de Tacna | Parámetros climáticos promedio de Tacna | Parámetros climáticos promedio de Tacna | Parámetros climáticos promedio de Tacna | Parámetros climáticos promedio de Tacna | Parámetros climáticos promedio de Tacna | Parámetros climáticos promedio de Tacna | Parámetros climáticos promedio de Tacna | Parámetros climáticos promedio de Tacna | Parámetros climáticos promedio de Tacna | Parámetros climáticos promedio de Tacna | Parámetros climáticos promedio de Tacna |
| Mes | Ene.                                    | Feb.                                    | Mar.                                    | Abr.                                    | May.                                    | Jun.                                    | Jul.                                    | Ago.                                    | Sep.                                    | Oct.                                    | Nov.                                    | Dic.                                    | Anual                                   |
| --- | --------------------------------------- | --------------------------------------- | --------------------------------------- | --------------------------------------- | --------------------------------------- | --------------------------------------- | --------------------------------------- | --------------------------------------- | --------------------------------------- | --------------------------------------- | --------------------------------------- | --------------------------------------- | --------------------------------------- |
| Temp. máx. abs. (°C) | 33                                      | 33.2                                    | 33.8                                    | 30.8                                    | 31.3                                    | 27.1                                    | 31.5                                    | 26.6                                    | 26.1                                    | 29.2                                    | 30                                      | 32.6                                    | 33.8                                    |
| Temp. máx. media (°C) | 28                                      | 29                                      | 28                                      | 25                                      | 22                                      | 18                                      | 16                                      | 18                                      | 20                                      | 22                                      | 24                                      | 26                                      | 23                                      |
| Temp. media (°C) | 23                                      | 24                                      | 23                                      | 20                                      | 17.5                                    | 14.5                                    | 12.5                                    | 14                                      | 15.5                                    | 17                                      | 19                                      | 21                                      | 18.4                                    |
| Temp. mín. media (°C) | 18                                      | 19                                      | 18                                      | 15                                      | 13                                      | 11                                      | 9                                       | 10                                      | 11                                      | 12                                      | 14                                      | 16                                      | 13.8                                    |
| Temp. mín. abs. (°C) | 9.1                                     | 10.4                                    | 10.4                                    | 9                                       | 9.7                                     | 7.6                                     | 5                                       | 6.8                                     | 7.9                                     | 8                                       | 9.1                                     | 9.5                                     | 5                                       |
| Precipitación total (mm) | 4.5                                     | 2.1                                     | 0.7                                     | 0.2                                     | 0                                       | 1.2                                     | 1.5                                     | 7.6                                     | 5.4                                     | 3                                       | 0                                       | 0                                       | 26.2                                    |
| Fuente: Fuente: Ministerio de Agricultura (MINAG) "Boletín Estadístico Mensual del Sector Agrario y SENAMHI(http://www.senamhi.gob.pe/include_mapas/_dat_esta_tipo.php?estaciones=000901) |                                         |                                         |                                         |                                         |                                         |                                         |                                         |                                         |                                         |                                         |                                         |                                         |                                         |

## Distritos
La Ciudad de Tacna está dividida en 5 distritos y tiene una población de 325 159 habitantes al año 2020, según el INEI.
| Pos   | Distrito                     | Población |
| ----- | ---------------------------- | --------- |
| 1     | Tacna                        | 104 314   |
| 2     | Alto de la Alianza           | 35 258    |
| 3     | Distrito de ciudad nueva     | 32 834    |
| 4     | Pocollay                     | 19 415    |
| 5     | Gregorio Albarracin Lanchipa | 133 338   |
| Total | Total                        | 325 159   |

## Demografía

### Censo 2017
La ciudad de Tacna, incluye los distritos de Tacna de 100 612	habitantes, Pocollay de 18 834	habitantes, Alto de la Alianza de 35 187 habitantes, Ciudad Nueva de 33 025 habitantes y Gregorio Albarracín de 116 636 habitantes, según el Instituto Nacional de Estadística e Informática es la decimosegunda ciudad más poblada del Perú y albergaba en el año 2017 a una población de 304 294 habitantes.

### Censo 2007
La ciudad de Tacna según el Instituto Nacional de Estadística e Informática es la decimoprimera ciudad más poblada del Perú y albergaba en el año 2007 una población de 242.451 habitantes.

### Evolución demográfica
Evolución de la población de la ciudad de Tacna en el período comprendido entre 1940 y 2017:
Fuentes: Instituto Nacional de Estadística e Informática 

## Religión
La mayoría de los habitantes de Tacna son cristianos, destacando por sobre todas el catolicismo, pero con importantes minorías protestantes. Existe también una minoría musulmana.

## Organización político-administrativa

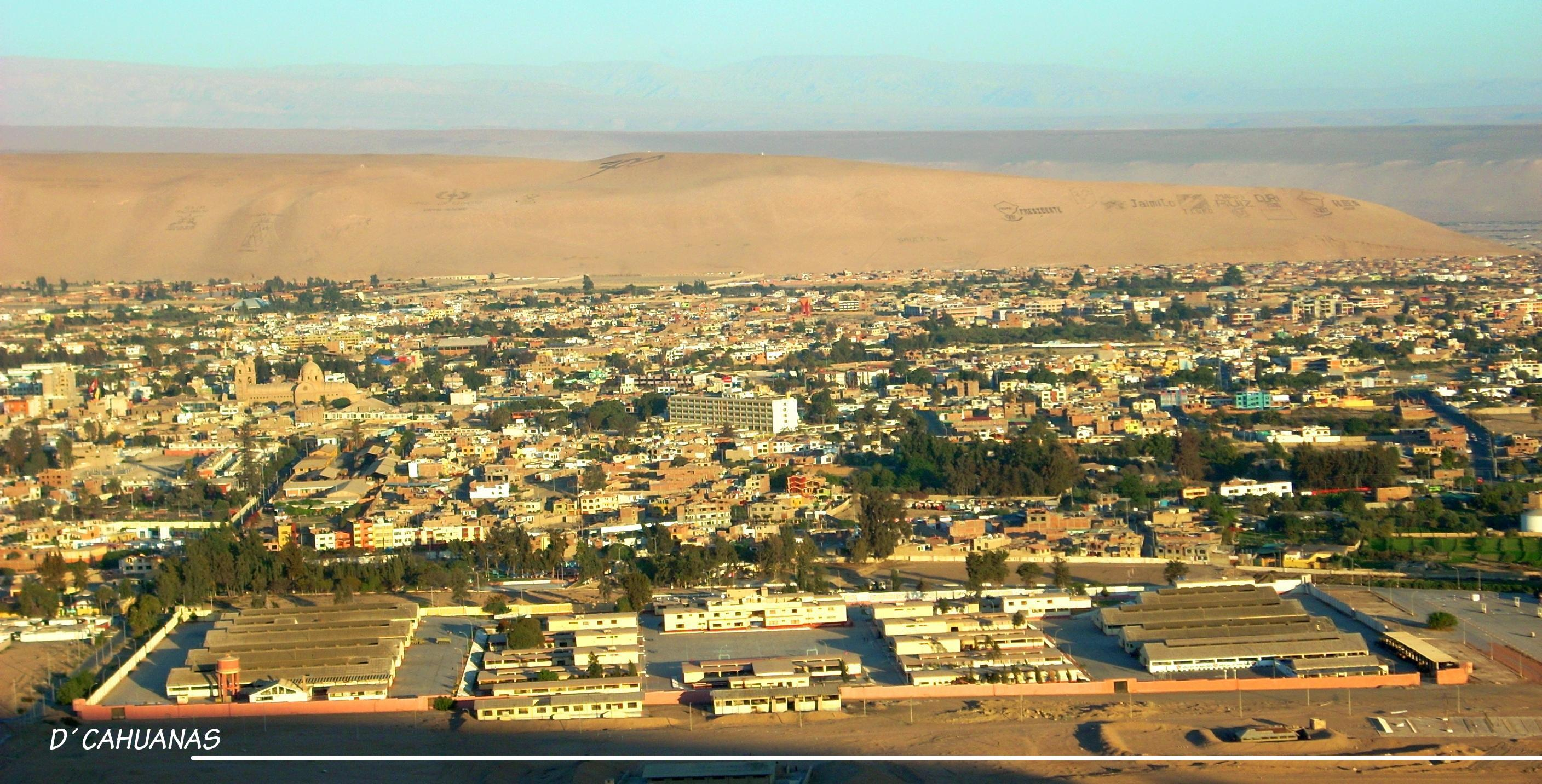
Vista panorámica del Cercado de Tacna en 2010.

La ciudad de Tacna es sede del Departamento de Tacna.
Una de las autoridades de la ciudad es el alcalde, el cual es elegido cada cuatro años.
En lo eclesiástico, es sede de la diócesis de Moquegua y Tacna.

## Economía
Produce el 53,15 % de las aceitunas del país. También maíz amiláceo, papa, trigo, orégano, vid (se industrializa pisco del Perú, vino), alfalfa. Destaca su ganadería lechera y los ovinos. Existe una gran área de protección de vicuñas. Asimismo, la pesca artesanal concede abundante pescado para la alimentación humana. En la minería es importante la extracción de cobre a tajo abierto en la mina de Toquepala, que se refina en Ilo para su exportación. El comercio fronterizo con Chile también es una importante fuente de ingresos para el comercio y el turismo local de la ciudad.

### Zona Franca de Tacna
Inició sus operaciones en 1990 como ZOTAC (Zona de Tratamiento Especial Comercial de Tacna) y con un paso intermedio como CETICOS-Tacna; se complementa con los otros Centros de Exportación, Transformación, Industria, Comercialización y Servicios (CETICOS) de Ilo-Matarani-Paita con quienes dinamiza un comercio a nivel de eje de distribución, y fortalece el desarrollo comercial y de servicios de la ciudad de Tacna. En la actualidad se denomina ZOFRATACNA Zona Comercial y Zona Franca de Tacna, contribuye con la dinámica económica de la región Tacna. Brinda beneficios tributarios a las empresas relacionadas con las actividades industriales, agroindustriales, ensamblaje, maquila y servicios, dentro de los cuales se incluyen el almacenamiento, distribución, embalaje, desembalaje, envasado y rotulado, clasificación, exhibición; además de actividades de reparación, mantenimiento y/o reacondicionamiento de maquinarias, motores y equipos para la actividad minera; actividades de centralita telefónica y desarrollo de software.

## Telecomunicaciones
Los servicios públicos de telefonía fija los proveen las multinacionales Telefónica y Telmex. Las compañías de telefonía celular que operan en Tacna son Movistar, Claro, Bitel y Entel. Tacna se encuentra interconectada con otras ciudades del Perú y con el norte de Chile a través de redes de fibra óptica y microondas, pertenecientes a los mencionados operadores de telecomunicaciones.

## Transportes
La ciudad de Tacna se encuentra integrada a las siguientes redes de transporte:

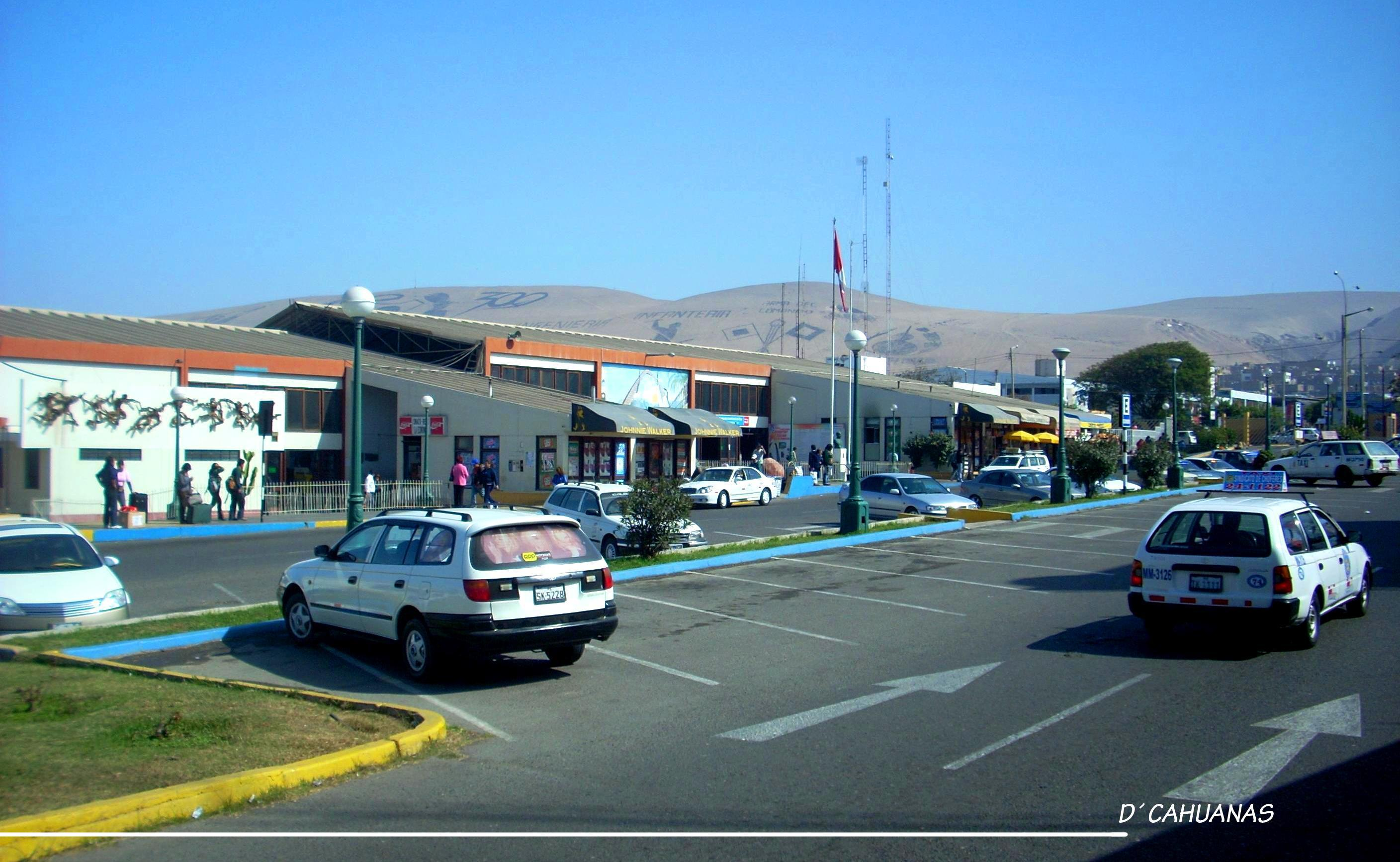
Terminal terrestre de Tacna

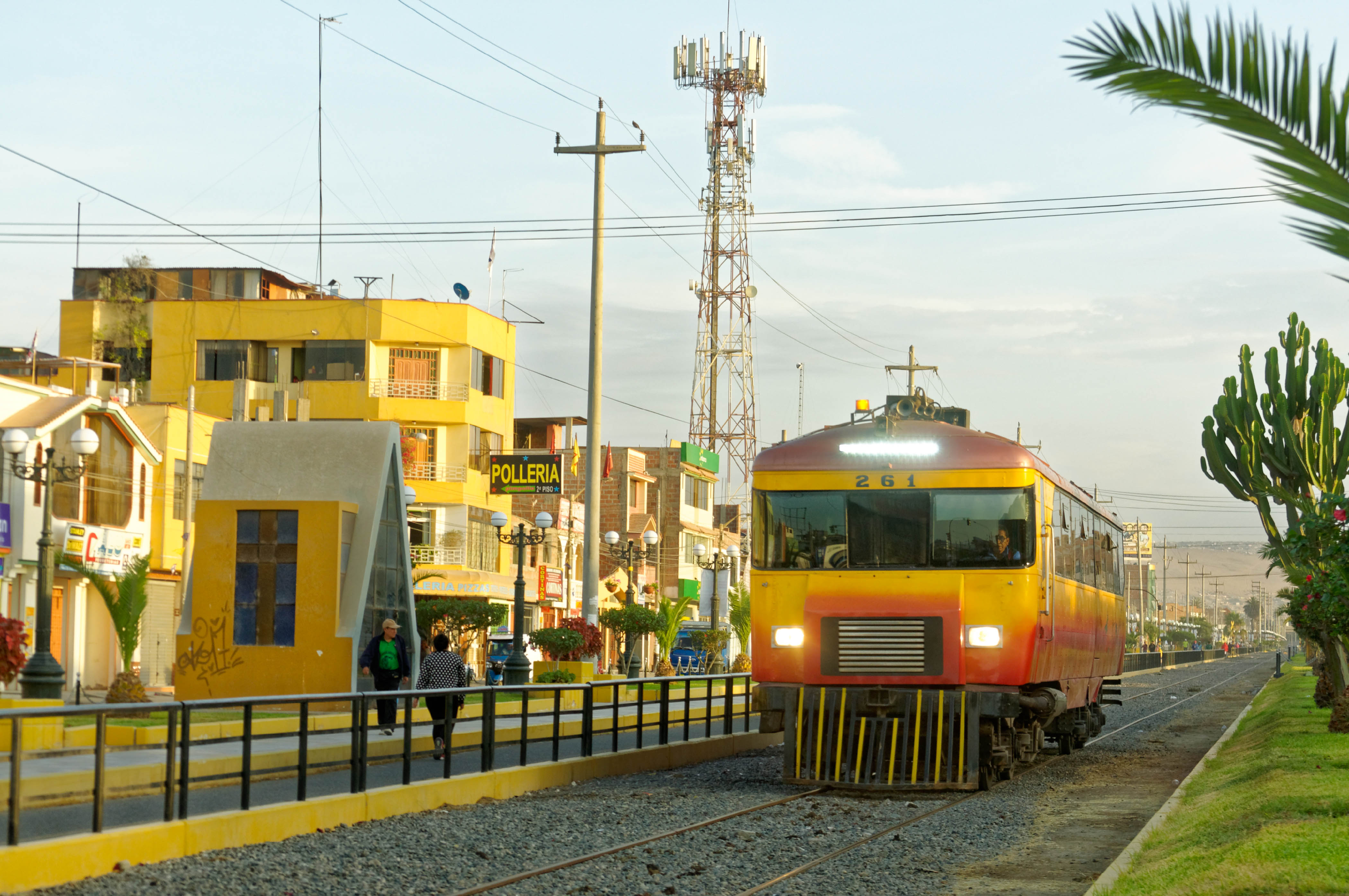
Vía ferroviaria Tacna - Arica

### Carreteras
La carretera Panamericana Sur, que integra la ciudad al sistema de carreteras nacional, la vía Costanera, la carretera Tacna - Tarata - Ticaco - Candarave. Tacna está ubicada a 1222 km de Lima, capital del Perú.

### Ferrocarril
Tacna cuenta con una estación en la ciudad, el Ferrocarril Tacna-Arica. El Ferrocarril Peruano Tacna-Arica es administrado por el Gobierno Regional de Tacna, se encuentra se iniciaron pruebas de operación en agosto de 2015, se espera entre en funcionamiento a finales del 2015.

### Aeropuerto
El Aeropuerto Internacional Coronel FAP Carlos Ciriani Santa Rosa administrado por Aeropuertos Andinos del Perú.

### Puerto
- Tacna cuenta con el muelle al servicio del Perú en el puerto chileno de Arica.
- Puerto Grau, es un proyecto que el MTC Perú  viene impulsando para que la Región Tacna pueda contar con una obra capaz de recibir embarcaciones de gran calado. Dicho proyecto, ubicado a 75 km al sur del Terminal Portuario de Ilo, en sus primeras etapas será dedicado en apoyo al cabotaje para en un futuro consolidarse como un puerto internacional. La inversión estimada podría ascender a US$ 100 millones.[16]

## Salud
El primer hospital de Tacna se llamó "Hospital San Ramón", allí se atendieron los heridos de la Batalla del Alto de la Alianza. El 28 de agosto de 1954 se inaugura el nuevo Hospital de Apoyo "Hipólito Unanue" durante el gobierno del Presidente Manuel A. Odría. La Escuela de Enfermería de Tacna se integra en 1958.
Además en el distrito de Calana viene funcionando el Hospital Daniel Alcides Carrión, correspondiente a ESSALUD.
Existe una red asistencial muy extendida en todo el departamento. Además existen en la ciudad clínicas y consultorios privados que atienden a ciudadanos peruanos y chilenos.

## Educación
En la ciudad de Tacna se encuentra la Universidad Nacional Jorge Basadre Grohmann, la Universidad Privada de Tacna, la Universidad Alas Peruanas (Filial Tacna), Universidad Latinoamericana Cima y otras instituciones de educación superior que tienen oficinas de extensión como la Universidad Pedro Ruiz Gallo de Chiclayo, Universidad San Agustín de Arequipa y Universidad Nacional Mayor de San Marcos. También se encuentra el Instituto Superior Pedagógico José Jiménez Borja, el Instituto Superior Tecnológico Francisco de Paula González Vigil, e instituciones educativas como Santísima Niña María, Coronel Bolognesi, Champagnat, Corazón de María, Jorge Basadre Grohmann, Hermanos Barreto, José Rosa Ara, Gregorio Albarracín, Francisco Antonio de Zela, Nuestros Héroes de la Guerra del Pacífico. Entre las instituciones educativas privadas más representativas están: Colegio Italiano Santa Ana (fundado por la numerosa colonia italiana de la ciudad), Colegio Cristo Rey (perteneciente a la Compañía de Jesús), San Agustín y Alexander Von Humboldt.

## Cultura

### Danzas de la Región de Tacna
- La Danza de la Comparsa, esta Danza es de Tarata, consta de una vestimenta colorida. Los instrumentos musicales son principalmente la quena y la guitarra.
- La Danza de la Tarkada, esta Danza muy alegre proviene de Candarave, se bailan con vestimenta de gasa con hermosas polleras y sombrero de Paño Negro. El instrumento principal es la tarka, quienes los pobladores tocan y sacan hermosas melodías donde las parejas bailan al compás de la Tarka.
- La Danza de la Orquesta, Nació en el Distrito de Camilaca, es danzada por la Camilaqueñas, la danza es muy particular porque son de pasos muy lentos donde resalta la delicadeza de mujer Camilaqueña. Los Instrumentos musicales consta principalmente de la Quena y las Guitarras. Cabe mencionar que también existe otro estilo de Orquesta que lo implementa Huanuara.
- La Danza del Anata, Esta danza nació en Camilaca, antes era un hacienda, la danza se originó por los ancestros de los Camilaqueños provenientes de los Incas. Esta impecable danza se baila con el Anaco, es un traje prehispánico. El los instrumentos musicales son las quenas y un Bombo elaborado del cuero de Oveja.
- La Danza de la Pascua, Danza típica nacida en Camilaca. Los Instrumentos de la danza consta de Puras Quenas. Se baila dos días del mes de abril; Lo bailan también con el traje del Anaco, en el primer día las mujeres llevan en su Aguayo las "Chalas"; Planta del Maíz y en el Segundo día llevan la Planta del Habas. Hombre y Mujer llevan las plantas, con la diferencia que los hombres los tiene amarrado con las Fajas en forma de equis en la espalda. Cabe resaltar que es una Danza Agrícola y el Anaco fue declado Patrimonio Cultural del Perú.
- La Danza de la Zampoña, Danza nacida también en Camilaca, el único instrumento que tiene es la Zampoña de Lata, donde con las sopladas que realizan hacia la zampoña, bota las hermosas melodías de los Huaynos Camilaqueños. Esta danza es bailada en Parejas con las polleras de gaza y encajes junto con la blusa de Seda Saco. La Zampoña son más tocadas en las Fiestas Patronales.

## Gastronomía
La gastronomía local tiene como representantes el picante a la Tacneña, ají relleno Charquicán, arroz con pato, el pan marraqueta, roscas, condesas y bebidas como el Mercado Viejo, Tacna Sour, licor de durazno, vino de durazno, macerados de frutas, vinos y piscos. Otros platos son el cuy chactado, el pastel de choclo y el adobo.
Picante a la Tacneña, parrillada, charquican, choclo con queso, pastel de choclo, locos con mayonesa, ceviche, lapas arrebozadas, arroz con mariscos.
- Dulces, postres y panes: La melcocha, leche volteada, sopaipilla, mazamorra, marraqueta.

- Mercado Viejo (1 1/2 Oz Pisco, 3 Oz leche evaporada, 1/2 Melcocha pequeña y hielo), creación de Don David Rendón de la Universidad Privada de Tacna en 1998.
- Tacna Sour (jugo de limón, jarabe de goma, huevos, pisco quebranta y amargo de Angostura), creación de Juan Soto Saico y el Rancho San Antonio en 1981.
- Macerado de damasco (fruto de Tacna y Moquegua macerado en Pisco durante meses), macerado de ciruela, ciruelas maceradas en Pisco, macerado de mora, moras maceradas en Pisco, licor de damasco, crema de damasco.

## Deportes

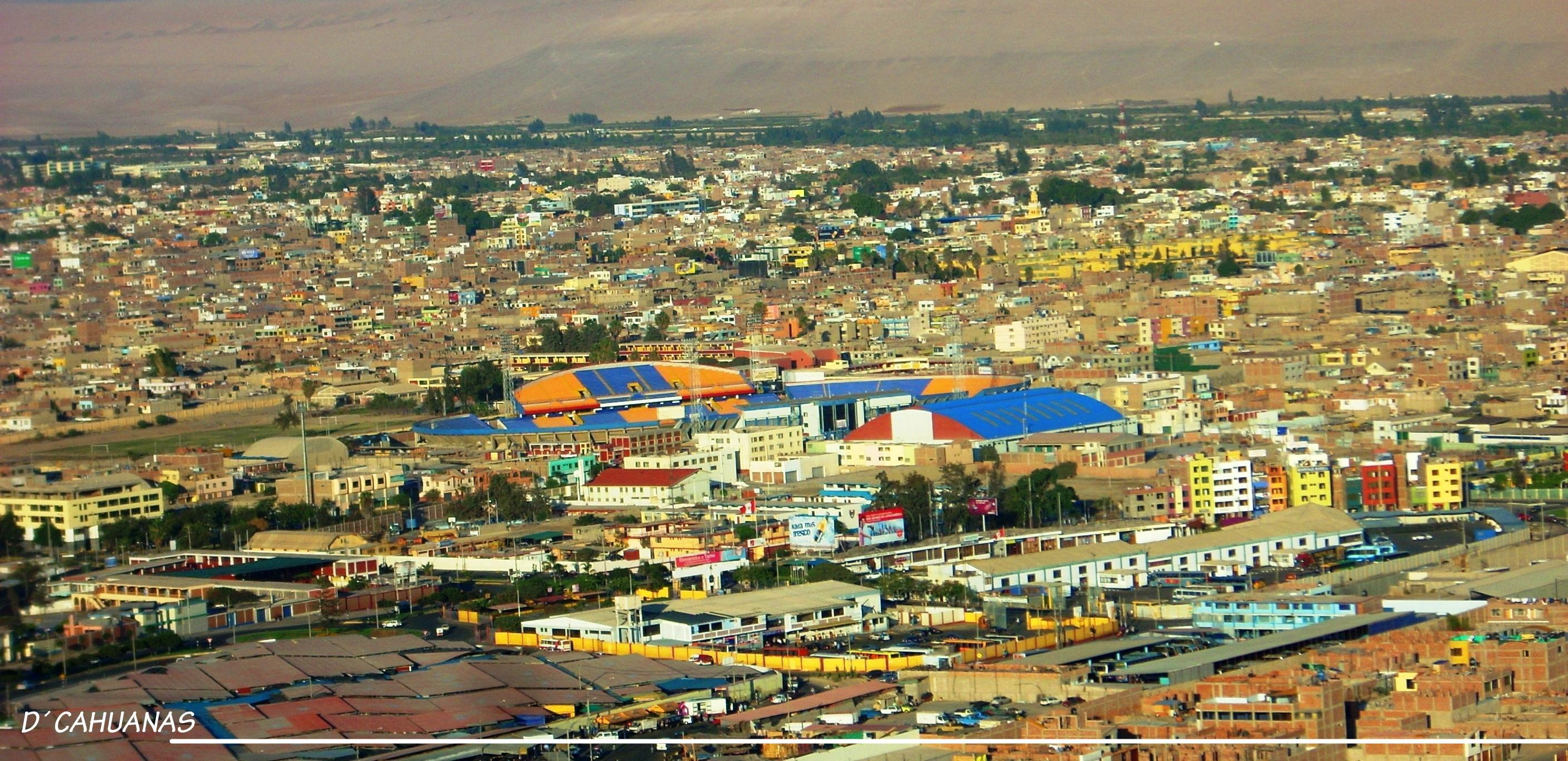
Estadio Jorge Basadre de Tacna.

El Club Deportivo Coronel Bolognesi actualmente Copa Perú es el club de fútbol peruano, de la ciudad de Tacna en el Departamento de Tacna. Fue fundado el 18 de octubre de 1929 en la calle Blondell con el nombre de Club Deportivo Coronel Bolognesi. El nombre perenniza la memoria del defensor de Arica en la Guerra del Pacífico Coronel Francisco Bolognesi. Actualmente juega en la Liga Peruana de Fútbol. Fue campeón de la Copa Perú en el 1976 y en 2001. Ha participado en tres torneos de la Copa Sudamericana. La Federación Internacional de Historia y Estadística de Fútbol calificó al Coronel Bolognesi en el puesto 111 a nivel mundial de clubes en octubre de 2006. Luego de ser Campeón del Torneo Clausura 2007 participó en la Copa Libertadores de América en el 2008.
| Clubes de Fútbol               |                       |                |           |
| Equipo                         | Fundación             | Estadio        | Liga      |
| Alfonso Ugarte                 | 9 de octubre de 1929  | Joel Gutiérrez | Copa Perú |
| Coronel Bolognesi              | 18 de octubre de 1929 | Jorge Basadre  | Copa Perú |
| Defensor UNTAC                 | 1971                  | Jorge Basadre  | Copa Perú |
| Deportivo Eléctrico            | 20 de abril de 1928   | Jorge Basadre  | Copa Perú |
| Mariscal Miller                | 18 de enero de 1961   | Jorge Basadre  | Copa Perú |
| Club deportivo municipal TACNA | 26 de marzo de 1966   | Jorge Basadre  | Copa Perú |

### Escenarios deportivos

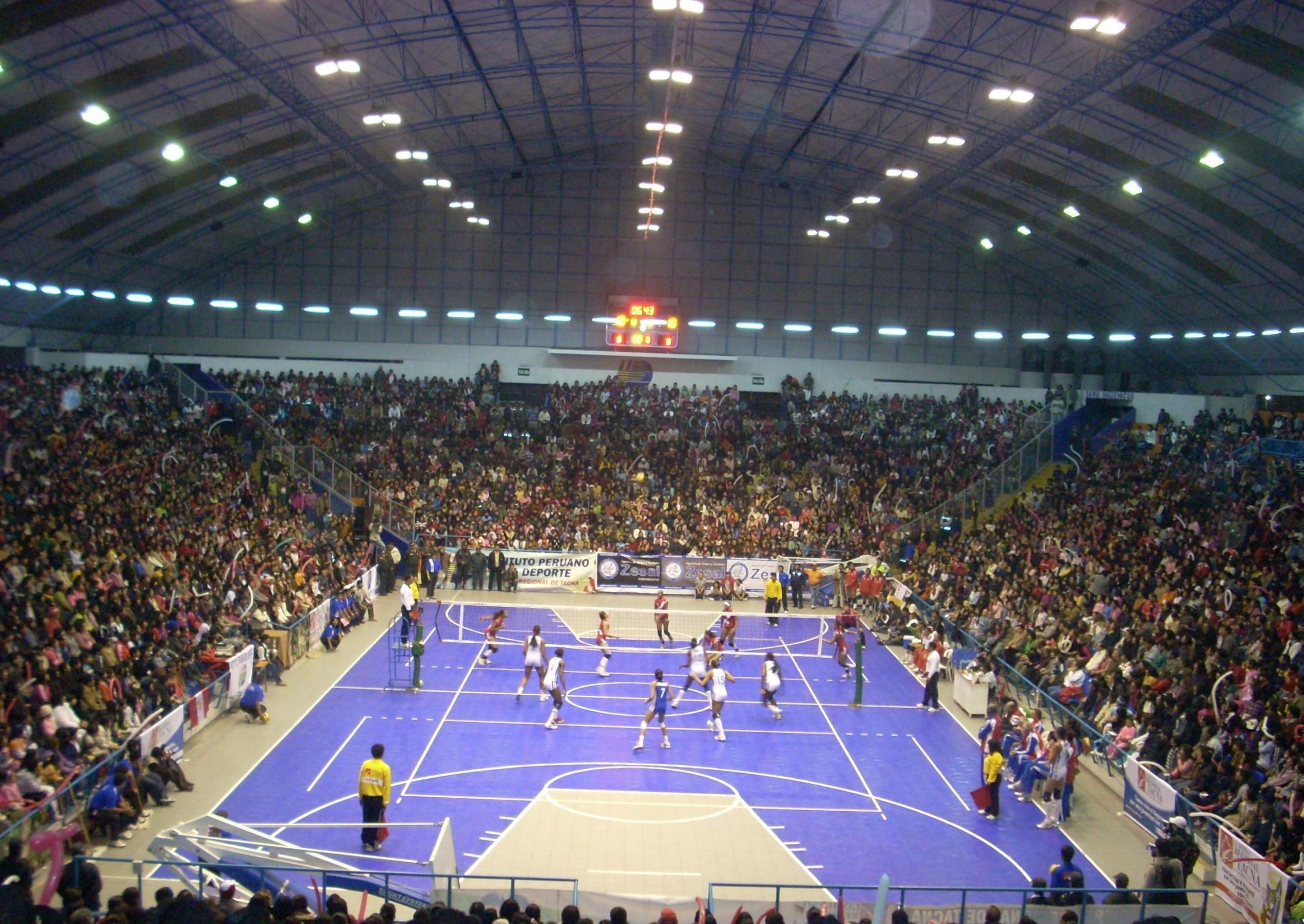
Coliseo Cerrado Perú

- El Estadio Jorge Basadre fue remodelado y ampliado con motivo de ser sede de la Copa América 2004. Tiene capacidad para 25 000 personas (antes 10 000). Su nombre original fue "Estadio Modelo de Tacna" pero fue rebautizado con el nombre del historiador tacneño Jorge Basadre Grohmann.

- Otro escenario es el Estadio Joel Gutiérrez, ubicado en el distrito de Gregorio Albarracín. Tiene una capacidad para 21 000 espectadores. Alberga mayormente los partidos de la Copa Perú.

- El Coliseo Cerrado Perú es para la práctica de Voleibol, básquetbol, etc.

## Turismo

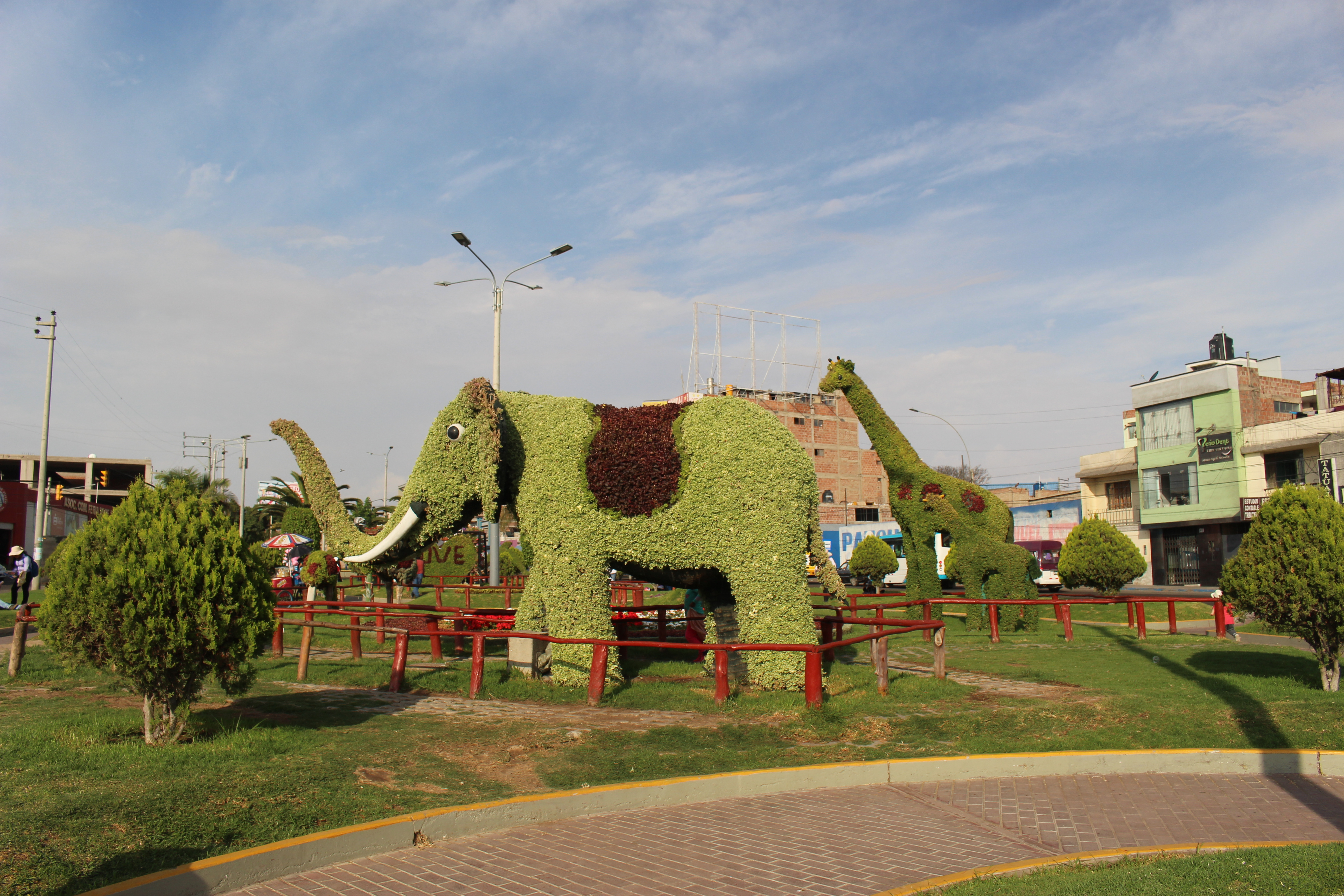
Parque Topiario en la avenida Augusto Leguia

Los operadores turísticos de la.región desarrollan diversos Tour generados por las.necesidades del.mercado.
- Tour por la ciudad y Alto de la Alianza (Años 80 por las agencias de viajes):

Comprende el centro Histórico, casonas de ilustres personajes como Zela y Jorge Basadre. Se visita además la Pila Ornamental, en Arco Parabólico, y la Iglesia Catedral de Tacna, el Museo Ferroviario y luego enrumba al Alto de la Alianza donde se desarrolló la Batalla de Tacna. También se puede visitar el monumento a los soldados que combatieron en la Guerra del Pacífico en el museo ubicado en el Alto de la Alianza.
- Partiendo de Tacna por la carretera a Tarata que sube por el alto Intiorko, podemos llegar en una hora y 20 minutos a la Provincia de Tarata, bellos paisajes, una fabulosa andenería y una cultura milenaria esperan en un circuito mágico.

Reseña:
El circuito fue desarrollado por el licenciado en Turismo David Rendón en el año 2007, contratado por cooperación Suiza y la Municipalidad Provincial de Tarata, desde entonces Tarata cuenta ya con un producto operativo y de fácil acceso. 
- Tour litoral o costanero: Desarrollado en los años 90 a iniciativa del arqueólogo Jesús Gordillo Vegazo junto a los estudiantes de turismo de la Universidad Privada de Tacna. Su primera parada es en la quebrada de Burros, camino Inka del litoral, el Reloj Solar, Punta San Pablo, puerto Grau, los humedales de Ite y como opcional se puede llegar hasta los petroglifos de Punta Picata.

## Alrededores

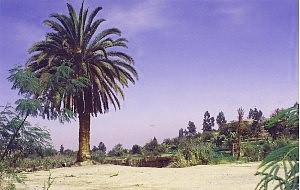
Alrededores de Calientes.

Cerca de la ciudad de Tacna, se puede visitar:
- Los Petroglifos de Miculla, ubicado en el distrito de Pachía a 22 km de la ciudad de Tacna, entre los cerros Wawapas y Miculla. Los petroglifos más antiguos son del 500 d. C. Muestra flora, fauna, constelaciones y ritos de los dibujantes que usaron pintura roja sobre roca calcárea.

- El Museo a los Defensores del Alto del Alianza, ubicada a ocho kilómetros de la ciudad se llevó a cabo la batalla de Tacna en 1880. Allí se levantó un monumento en homenaje a los defensores de la patria y el Museo de Sitio Alto de la Alianza.

- También se puede encontrar Pocollay, que es un poblado de excelente clima con hermosas campiñas y buenos restaurantes tradicionales.

- Calientes, es un pequeño pueblo rural que cuenta con aguas termomedicinales.

- Balneario de Boca del Río, se encuentra a 52 km al suroeste de la ciudad de Tacna, ubicado en la desembocadura del río Sama. Es uno de los balnearios más atractivos y modernos del Perú, que posee una playa hermosa ideal para las personas ya que es ancha, plana y con aguas poco profundas además que está rodeada de un ambiente limpio y adornado por la belleza de la naturaleza.

- Tour Valle Viejo Miculla donde se visita el distrito de Pocollay, museo de sitio "Peañas", bodegas de vinos, piscos y macerados, Calana, Pachía, los Petroglifos de Miculla y se culmina el recorrido en los baños termales de Calientes.

- Corredor Turístico internacional Tacna - Arica, une ambas ciudades mediante una carretera totalmente asfaltada y es una de las más transitadas de Sudamérica, la actividad turística en este corredor empieza desde los años 60.

- Corredor Turístico local Costanero o litoral, es la red de carreteras de uso turístico que une la provincia con los principales balnearios de la provincia, así como de atractivos turísticos como Morro sama, Quebrada de Burros, Humedales de Ite.

- Corredor Turístico local Valle Viejo, es la red de carreteras de uso turístico que articula los diferentes atractivos de la provincia con los distritos de Pocollay, Calana y Pachía.

- Cripta de los Héroes, es un monumento ubicado en el cerro Intiorko en Tacna, Perú conmemorando la batalla del Alto de la Alianza. Actualmente se encuentra parcialmente destruido.

## Patrimonio

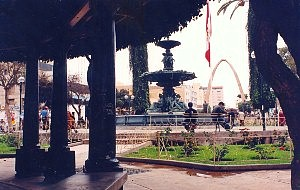
Arco Parabólico, Pileta y Glorieta de Tacna, ubicados en la Av. San Martín.

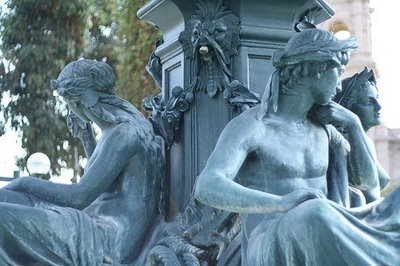
Pila Ornamental de Tacna.

- El Anaco de Camilaca, Este Traje es netamente del Distrito de Camilaca. El Anaco tiene dos variedades, Rojo y Negro, estos trajes son Prehispánicos. El Anaco de Camilaca fue declarado Patrimonio Cultural de la Nación en el 2009 por el Instituto Nacional de Cultura (INC) quienes también hicieron un Documental "Tierra de Anacos" que actualmente apoya a la salvaguardia del Patrimonio Inmaterial de la Humanidad ante la UNESCO.
- La Catedral de Tacna, que está ubicada frente al paseo Cívico, de estilo neorrenacentista y líneas arquitectónicas muy finas, construida por Eiffel.
- El Museo Histórico Regional de Tacna, ubicado en la calle Apurímac 202.
- La Pileta Ornamental de Tacna ubicada en el paseo Cívico, según el Lic. David Rendón se trataría del viaje de Neptuno a las Panateas o guerra de los dioses mitológicos.
- La Casa Museo Basadre, donde nació y vivió parte de su vida el historiador peruano Jorge Basadre.
- La Casa Jurídica, calle Zela 716, en la cual se encuentran el Museo de la Reincorporación y la Pinacoteca de Tacna.
- La Casa de Francisco Antonio de Zela, calle Zela 542, que en el año 1961 fue declarado monumento histórico.
- El Teatro Municipal de Tacna con lienzos de estilo barroco en el techo y retratos de ilustres personajes.
- El Museo Ferroviario Nacional de Tacna, Av. Coronel Albarracín 402, al inicio de la estación del FFCC Tacna-Arica. Muestra diferentes máquinas usadas para unir estas dos ciudades, así como fotografías de inicios del siglo XX.
- El Parque de la Locomotora, que exhibe desde 1977 la Locomotora N.º 3 que trasladaba las tropas peruanas para la defensa de Arica desde Tacna, durante la Guerra del Pacífico.
- El Arco Parabólico, ubicado en pleno paseo Cívico, levantado en honor a los héroes de la Guerra del Pacífico. (Miguel Grau y Francisco Bolognesi).
- La Alameda Bolognesi.
- La Prefectura de Tacna ubicada en la esquina de las calles Blondell y Coronel Inclán en el paseo Cívico.
- La Mezquita de Tacna, una de las dos construcciones islámicas en Perú.

## Festividades

#### Festividades religiosas y costumbristas
Debido a su localización geográfica y además a la gran migración altiplánica, que ya ha cambiado y reemplazado algunas costumbres tacneñas por altiplánicas, la ciudad ha adquirido y fortalecido la cultura aimara.
| Festividad                     | Fecha                                  | Lugares                                                | Otro | Galería |
| ------------------------------ | -------------------------------------- | ------------------------------------------------------ | --- | ------- |
| Virgen de la Candelaria        | 1, 2, 3 de febrero                     | Tacna, Alto de la Alianza, Ciudad Nueva.               | Con características particulares según cada distrito. |         |
| Carnavales                     | Meses de febrero, marzo                | Toda la Provincia.                                     | - Cortamontes, Comparsas - Fines de semana - Primera y Segunda Semana - Tarkadas, Lurihuayos, Comparsas - En diferentes lugares de la ciudad, - Segunda Semana - Se realizan en los mercadillos y centros comerciales. En la Av. Coronel Mendoza. - Durante el mes se realizan los conocidos pasacalles y concursos en todos los distritos de la provincia. - Las festividades culminan con la gran parada y "Remate de Carnaval" que se realiza la última semana de marzo. |         |
| Semana Santa                   |                                        | Toda la Provincia.                                     | - Miércoles Santo - Se realiza la procesión del Señor del Gran Poder y la Virgen de la Macarena. - Jueves Santo - Comienza el peregrinaje hacia la parte los cerros de la ciudad, el más visitado es el Intiorko. - Viernes Santo - Se realiza la procesión del Santo Sepulcro. - Sábado de Gloria - Se realiza el pasacalle de Palla Pallas y Pulla Pullas en el distrito de Ciudad Nueva. - Domingo de Resurrección - Se realiza la procesión de altares de Palla Pallas y Pulla Pullas, estas son adornadas con motivos andinos ya que es una tradición aimara, se realiza en Ciudad Nueva. |         |
| Cruces de Mayo                 | Mes de mayo                            | Toda la Provincia.                                     | Inicia el 3 de mayo con celebraciones cada fin de semana durante todo el mes. Todas las cruces religiosas asisten a la catedral donde son bendecidas por el Obispo de la diócesis de Tacna y Moquegua iniciándose así las fiestas de las cruces a lo largo de todo el año. Es común encontrar algunas familias que tienen como costumbre cristiana la novena en honor a la Santa Cruz, existen también fiestas que trascienden lo familiar y se mezclan con otras tradiciones. El llamado pago a la tierra es una muestra de religiosidad popular está presente en la mayoría de cruces. Es importante señalar que la fiesta de la cruz gira en torno a la cruz de Pascua, sin el cuerpo crucificado del Señor pero si con los signos de la Pasión. Está presente en muchos lugares de tradición católica alrededor del mundo. Una característica que se repite son las flores signo de la alegría de la resurrección del Señor. Las celebraciones se extienden durante todo el mes, siendo animada con bandas, comparsas y morenadas |         |
| Isidro Labrador                | 14, 15 y 16 de mayo                    | Tacna, Magollo.                                        | Es celebrado por los agricultores. |         |
| Noche de San Juan              | 23 de junio                            | Toda la provincia.                                     | Constituye una singular tradición andina, arraigada en la cultura popular del Valle Viejo de Tacna. Con la necesidad de generar calor y energía, lo cual lleva al encendido de fogatas que iluminan la noche y aviva la imaginación, costumbre ancestral de los chacareros de Tacna, se realiza la noche del 23 de junio. |         |
| San Pedro / Fundación de Tacna | 28 y 29 de junio                       | Tacna, Vila Vila y Puerto Grau.                        | Patrono de la ciudad de Tacna y de los mercados de la ciudad. También se considera patrono de los pescadores, por lo que en los pueblos del litoral se realizan procesiones en embarcaciones que recorren el mar. En el Mercado 2 de mayo cierran las calles aledañas y celebran la fiesta, antiguamente se celebraba la fundación de la ciudad por Diego de Almagro en nombre de la corona de España. |         |
| Virgen del Carmen              | 15 y 16 de julio                       | Tacna.                                                 | Festividad y concurso de traje de luces. |         |
| Virgen de Copacabana           | 4, 5, 6, 12, 13 y 14 de agosto.        | Distrito de Alto de la Alianza.                        | Es celebrada por la población local y además por la colonia boliviana en la ciudad de Tacna. Patrona del distrito de Alto de la Alianza, las festividades se centran en la parroquia del mismo nombre, Se realizan el 4, 5 y 6 de agosto, la Virgen sale en procesión por las calles principales del distrito, además se realiza la tradicional feria de Alasitas (miniaturas) en las calles aledañas a la parroquia. La fiesta continúa y culmina con la octava que se realiza el 10, 11 y 12 de agosto. |         |
| San Agustín                    | 27, 28 y 29 de agosto.                 | Tacna                                                  | Festividad y concurso de traje de luces. |         |
| Santa Rosa de Lima             | 28 y 29 de agosto.                     | Distrito Gregorio Alarracin Lanchipa, Playa Santa Rosa | Fiesta Patronal y Aniversario Mercado de Abastos Santa Rosa. Fiesta Patronal en la Playa. |         |
| Virgen de las Mercedes         | 24 de septiembre.                      | Distrito de Pocollay.                                  | Patrona del Distrito. |         |
| Señor de Locumba               | 14 de septiembre.                      | Tacna.                                                 | La festividad del Señor de Locumba es un evento importante que se lleva a cabo en el distrito de Locumba que le da el nombre al Señor y que se encuentra dentro de la provincia de Jorge Basadre en la región e Tacna. La Festividad de este Señor presenta como fecha de celebración el día 14 del mes de septiembre. |         |
| San Miguel Arcángel            | 29 de septiembre                       | Tacna.                                                 | Fiesta Patronal. |         |
| Virgen de Pallagua             | Primer domingo de octubre y diciembre. | Pachia.                                                | A 10 km al este del valle de Calientes se realiza la Festividad de la Santísima Virgen del Rosario de Pallagua, en este lugar se lleva a cabo la celebración religiosa, todos los primer domingos del mes de octubre y diciembre, para llegar es necesaria una peregrinación. |         |
| Señor de los Milagros          | 18, 28 y 31 de octubre.                | Tacna.                                                 | Se inicia con procesión y misa en la Catedral. Además el Mercado Grau de la ciudad realiza una fiesta patronal en honor al Señor de los Milagros. |         |
| Todos los Muertos              | 1 y 2 de noviembre .                   | Toda la Provincia.                                     | Es tradición recibir a los muertos al mediodía del 1 de noviembre con una mesa ceremonial donde se "recibe" al difunto con comida y bebidas, generalmente que le gustaba. Se cree que los difuntos se quedan entre nosotros desde el mediodía del 1 de noviembre hasta el mediodía del día siguiente. En ambos días se realizan visitas a los cementerios donde se espera también a los difuntos con flores, amigos, música, bebida y comida. |         |
| Navidad                        | 25 de diciembre                        | Toda la Provincia.                                     | La Navidad se comienza a celebrar con una gran fiesta el 24 de diciembre en la Plaza de Armas. Se celebran con fuegos artificiales, espectáculos y mucha comida. El fin de año se celebra también en la Plaza de Armas y en el balneario de Boca del Río, similar a la Navidad, con la diferencia que se quema un muñeco hecho de ropa vieja, en símbolo de nuevos comienzos para el año venidero, gran parte de la población baja a la zona de playas a esperar el año nuevo en medio de espectáculos y reuniones de amigos y familiares y turistas de Chile y Bolivia. |         |

#### Aniversario Batalla del Alto de la Alianza

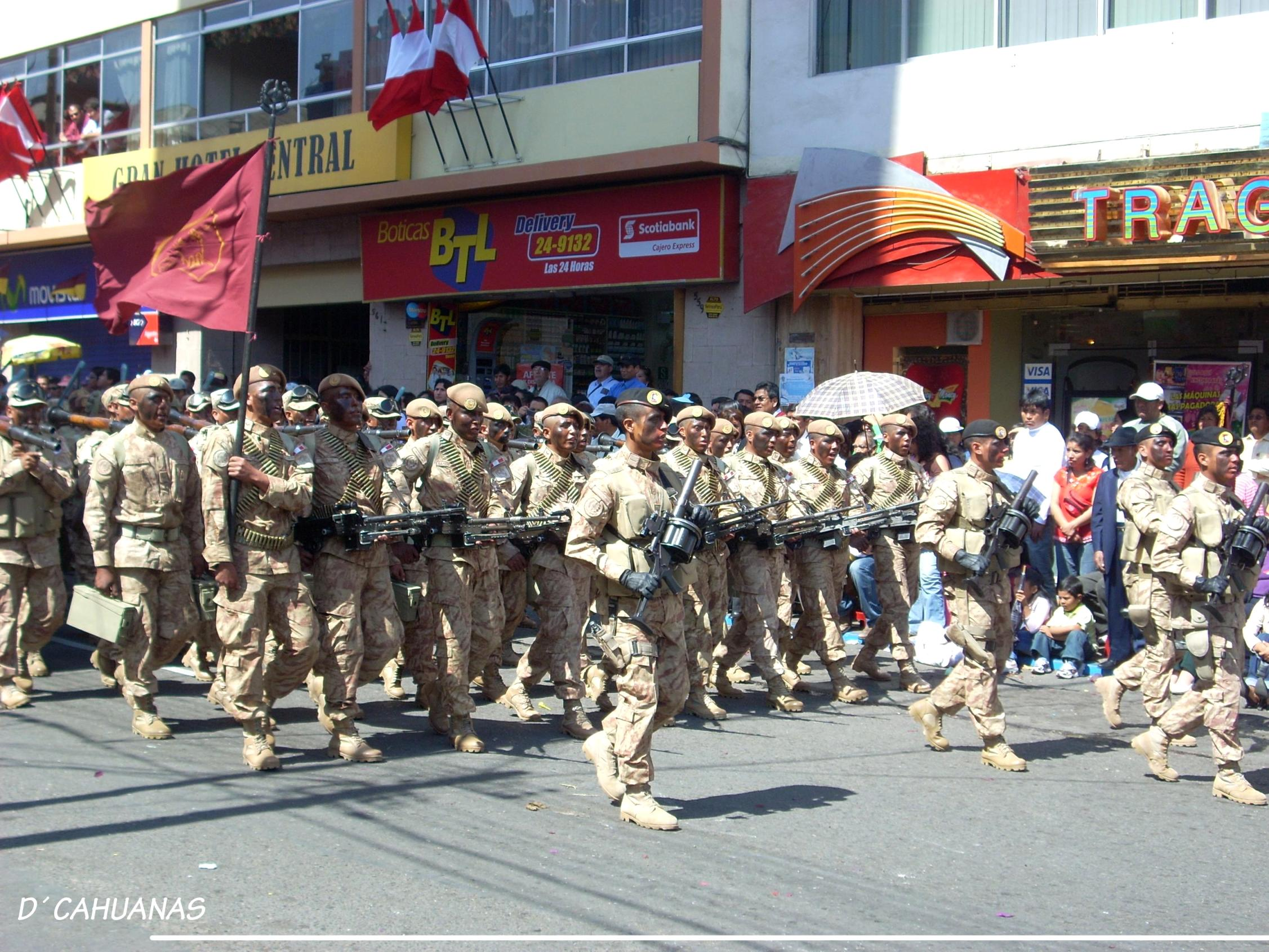
Ejército del Perú.

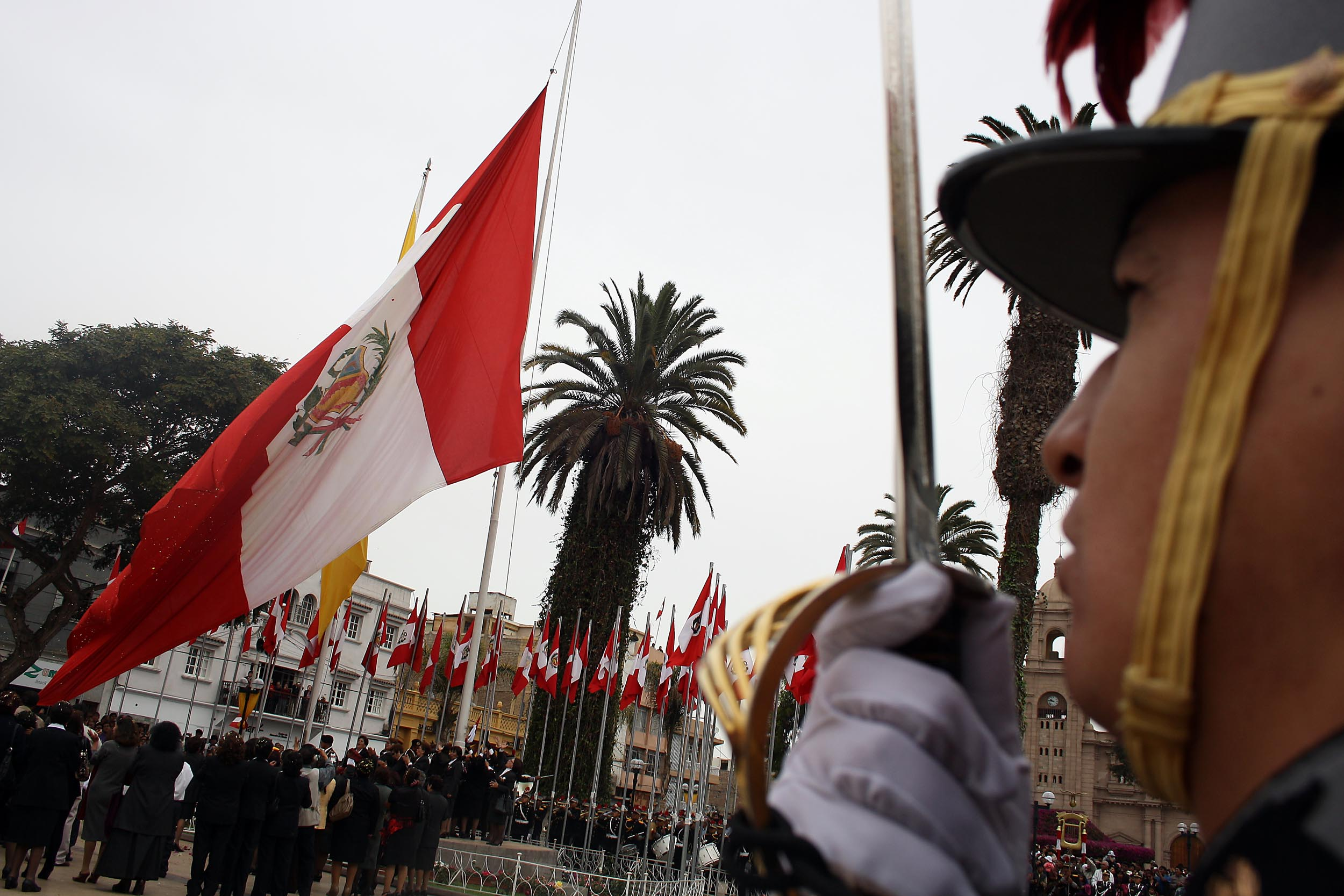
Aniversario del retorno de Tacna al Perú.

El Alto de la Alianza, escenario de la Batalla de Tacna, está situado a unos kilómetros fuera de la ciudad de Tacna. Cada 26 de mayo, los pobladores de Tacna, jóvenes estudiantes y público en general, acuden a homenajear a los caídos en batalla.

#### Aniversario de la reincorporación de Tacna al Perú
Es la más importante festividad en la ciudad, y toma el nombre de «Semana de Tacna». Durante esta semana se realizan diversas actividades que inician con la Ofrenda de la Juventud cada 27 de agosto.
El día central es el 28 de agosto, fecha en la que se conmemora la entrega de Tacna al gobierno peruano y que inicia con el homenaje a la mujer tacneña, para posteriormente realizar la Procesión de la Bandera, desde la plaza de la mujer tacneña hasta el paseo cívico.
La procesión de la bandera, fue declarada patrimonio de la nación por el Instituto Nacional de Cultura, debido a que representa la más importante demostración patriótica en el Perú. La bandera es llevada únicamente por damas tacneñas y delante cincuenta niñas vestidas de blanco y los últimos ex-plebiscitarios abren paso a la procesión.
Esta ceremonia se inició el 28 de julio de 1901, durante la administración chilena de Tacna, donde un grupo de diez mil tacneños realizaron la primera procesión partiendo de la iglesia San Ramón.
Paralela a esta actividad, la semana de Tacna se realiza con importantes muestras artísticas, culturales y de diversión en la ciudad.

## Galería

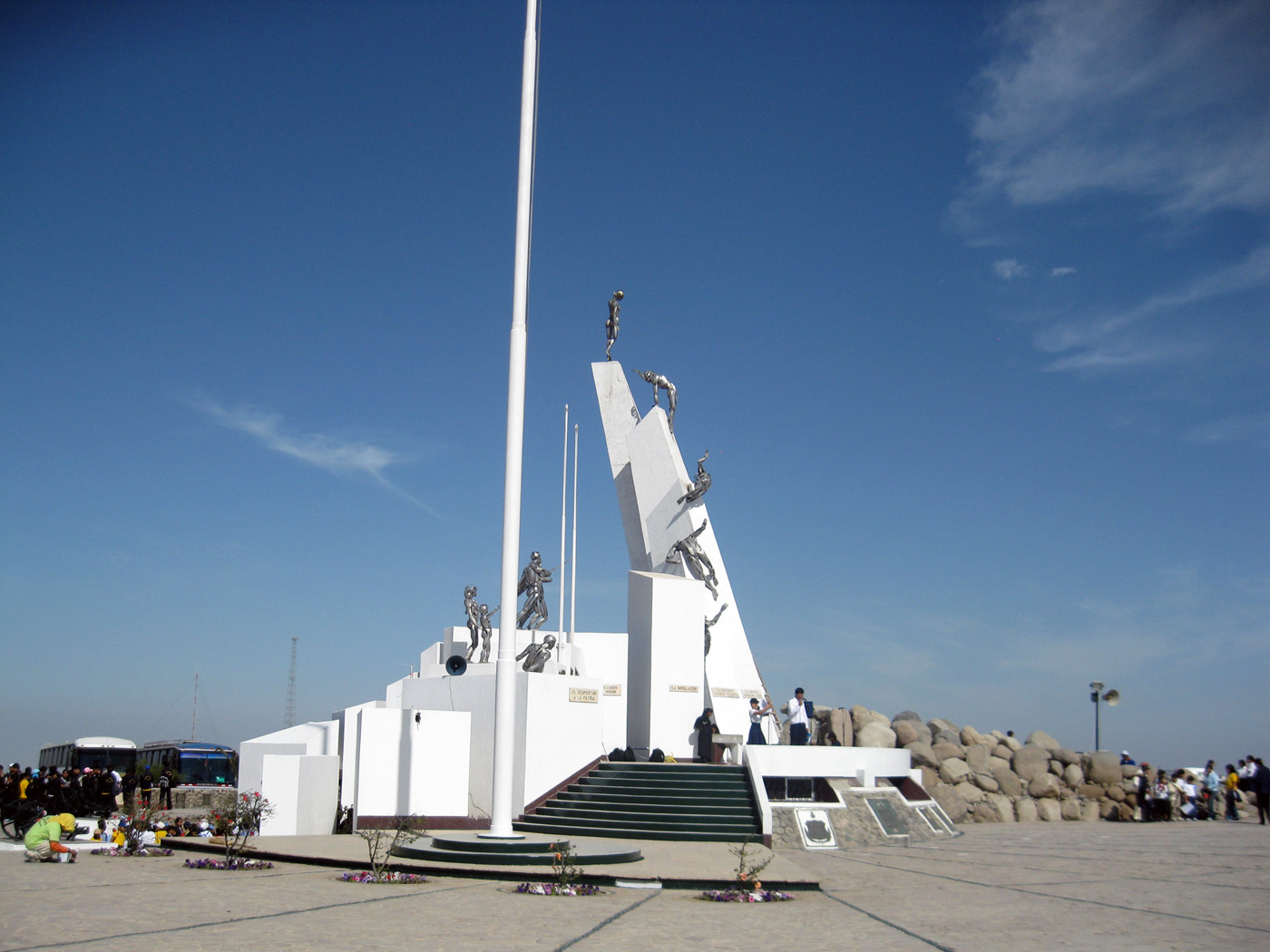
Museo del Alto de la Alianza
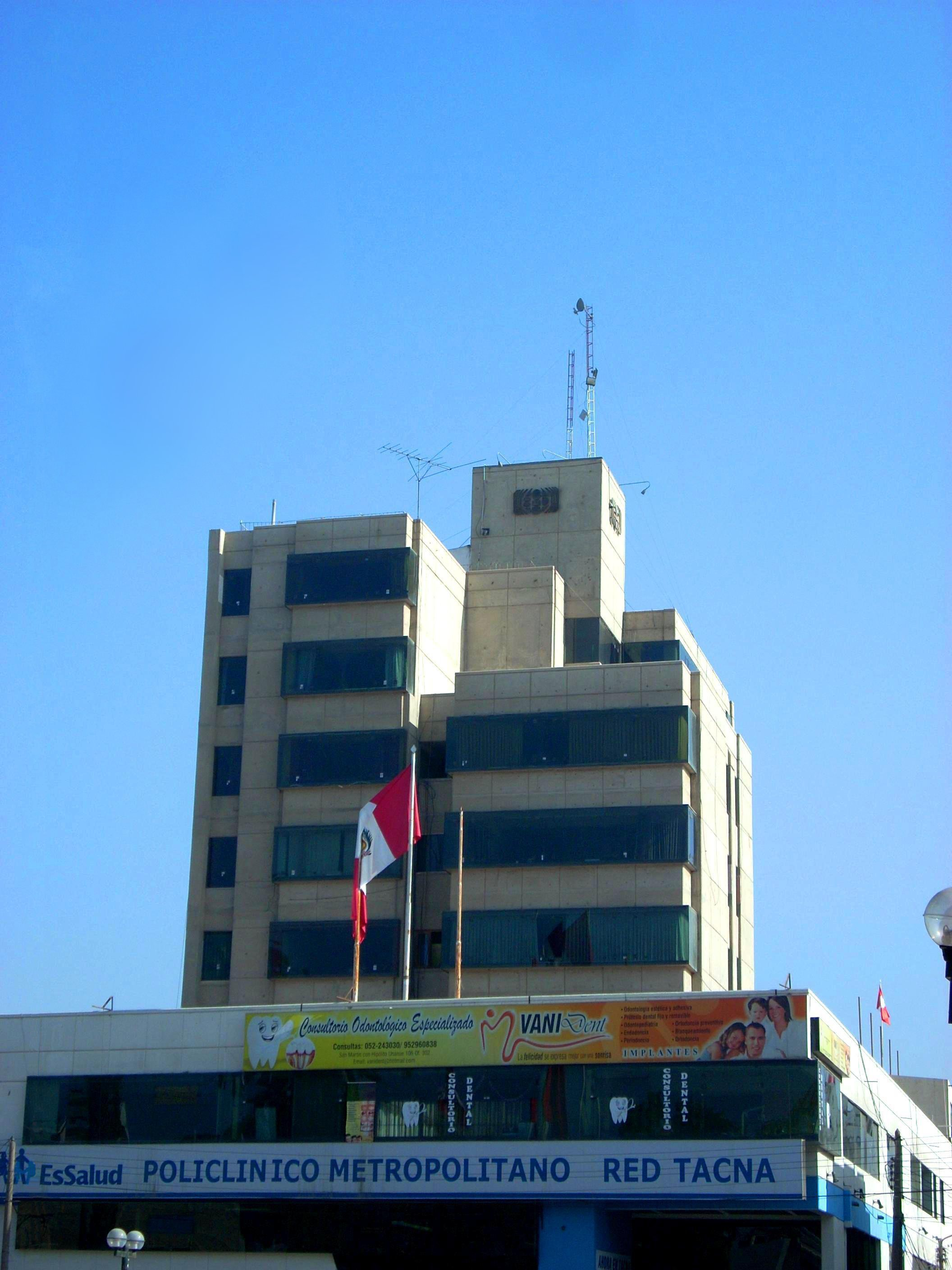
Edificio en el centro de Tacna
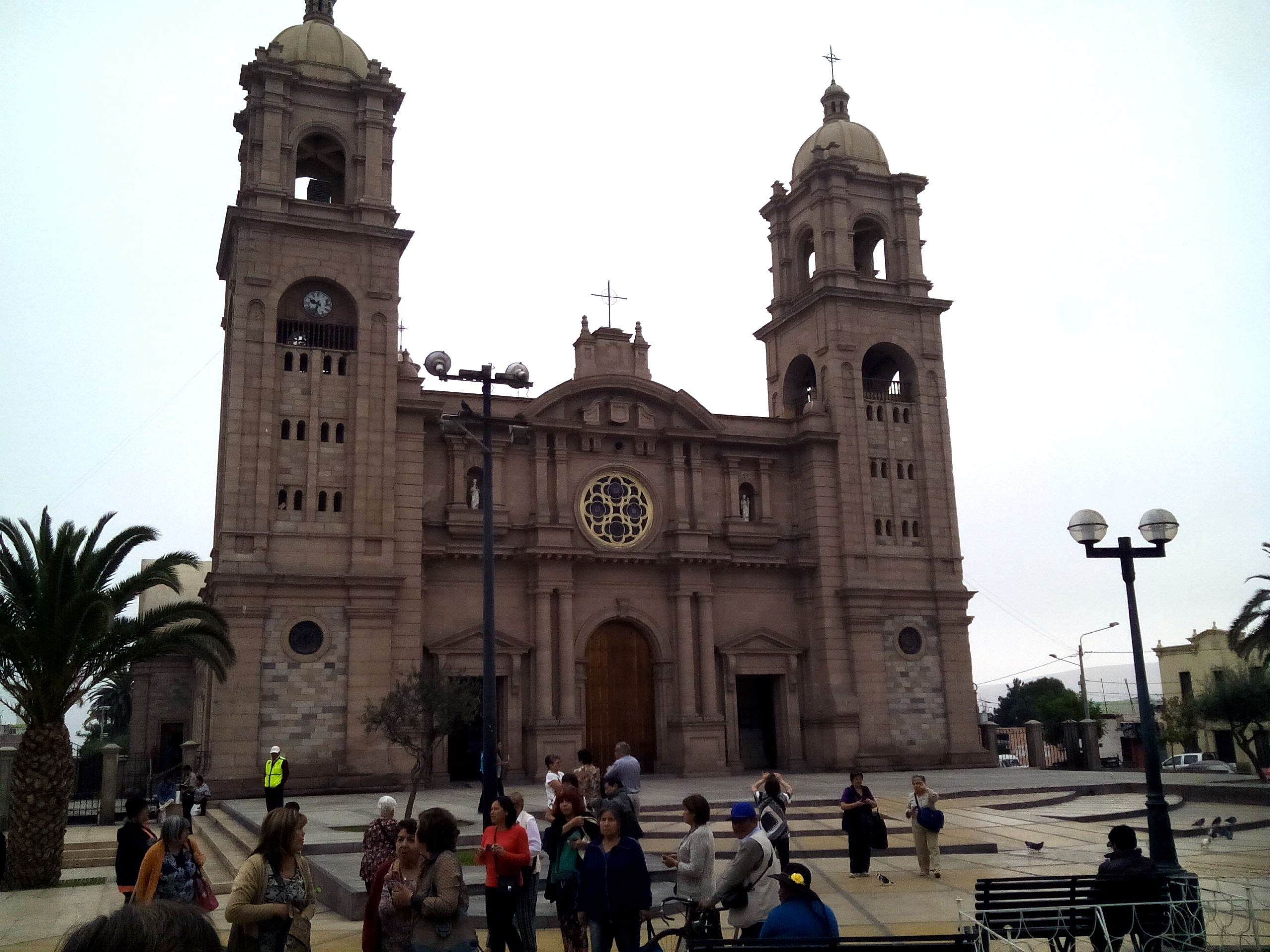
Catedral de Tacna
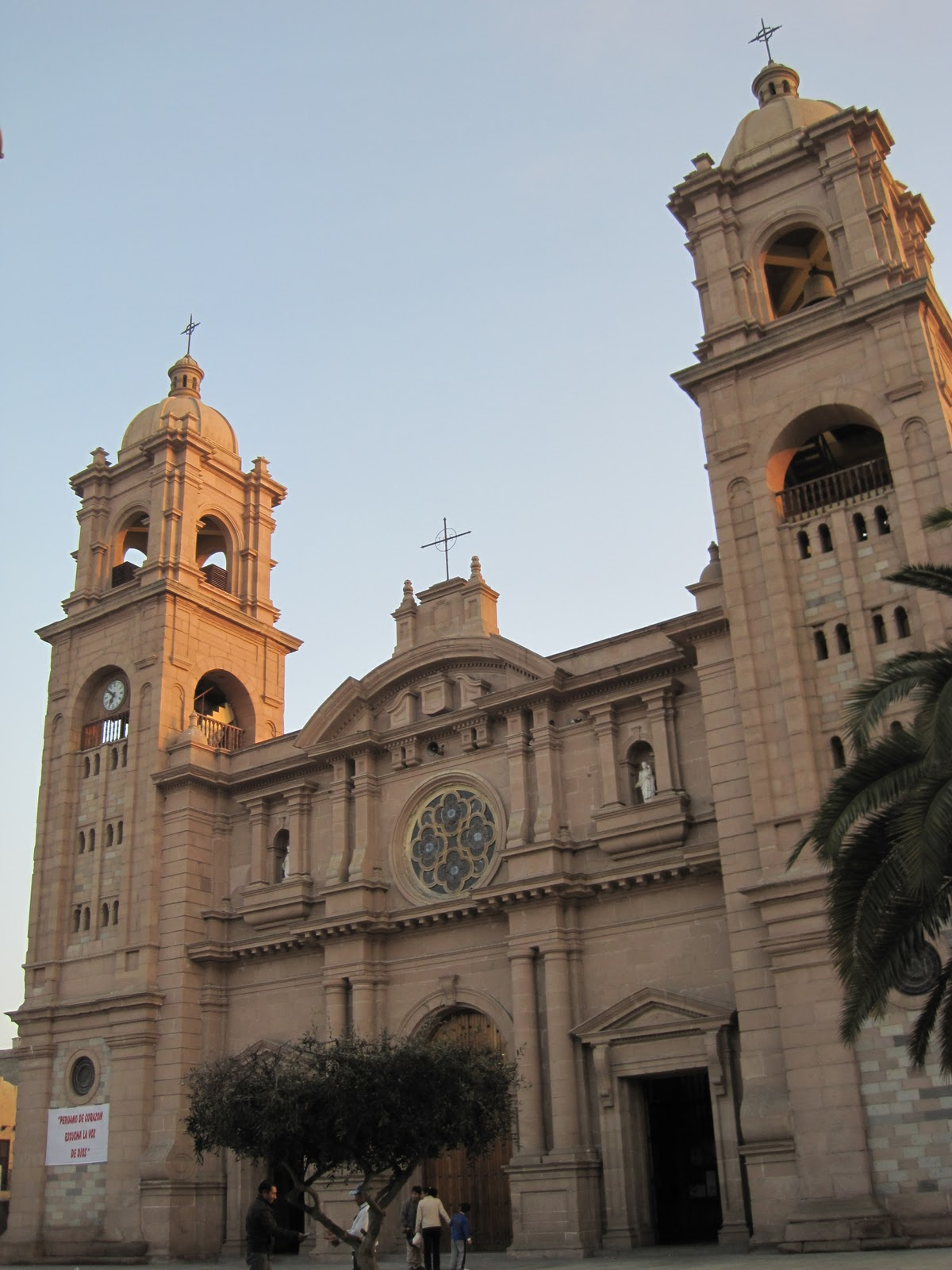
Catedral de Tacna
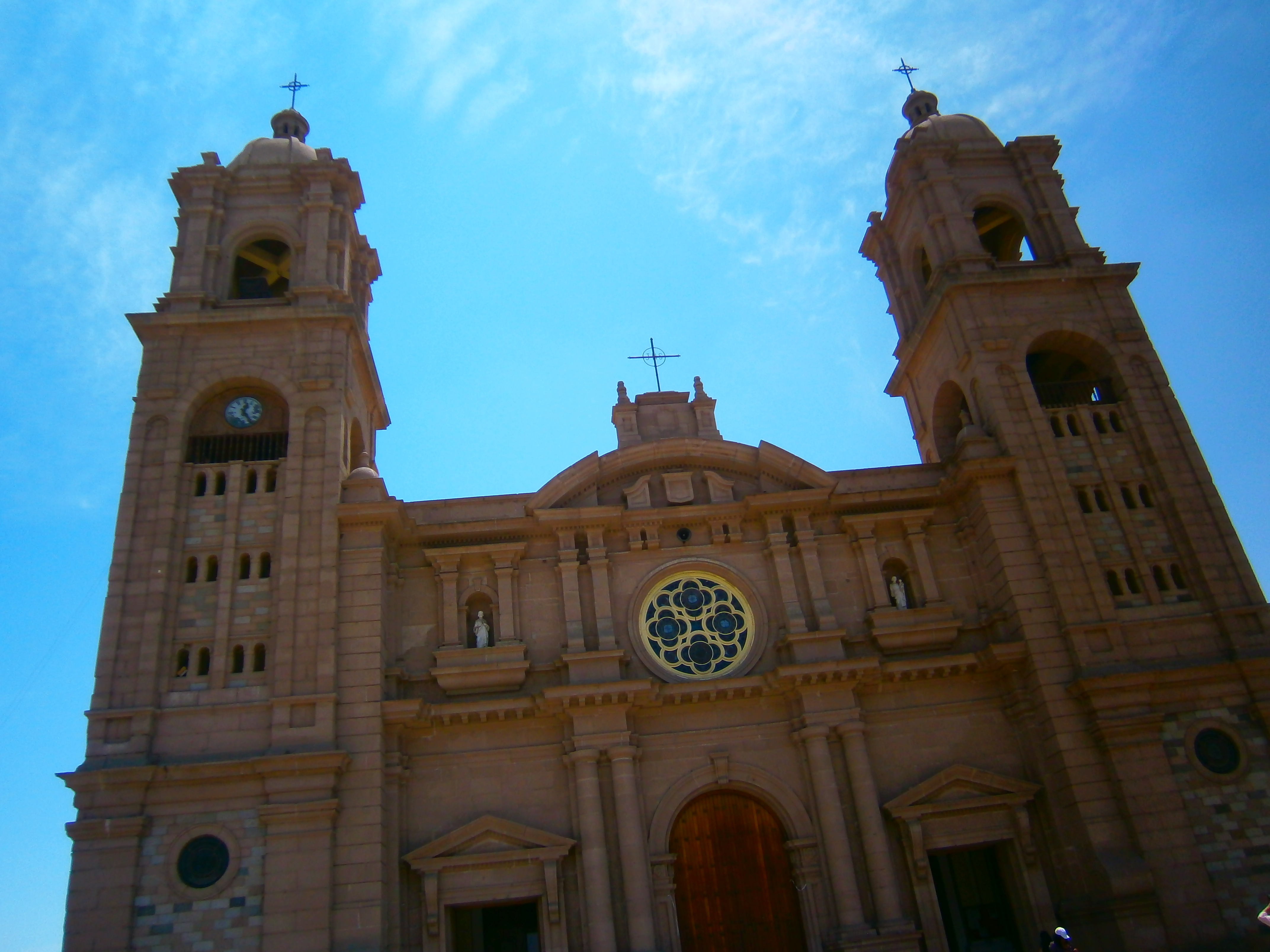
Catedral de Tacna
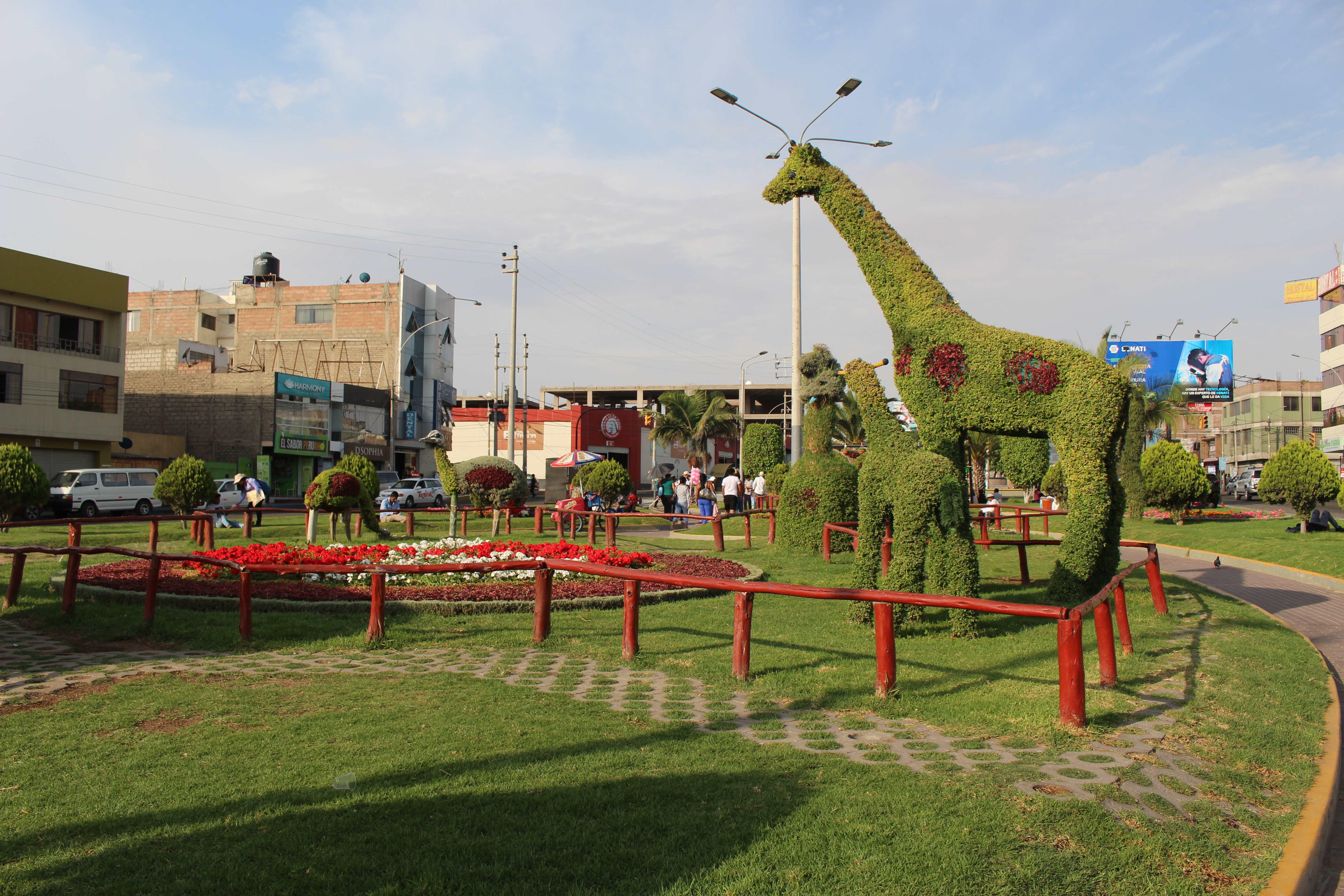
Parque Topiario Tacna
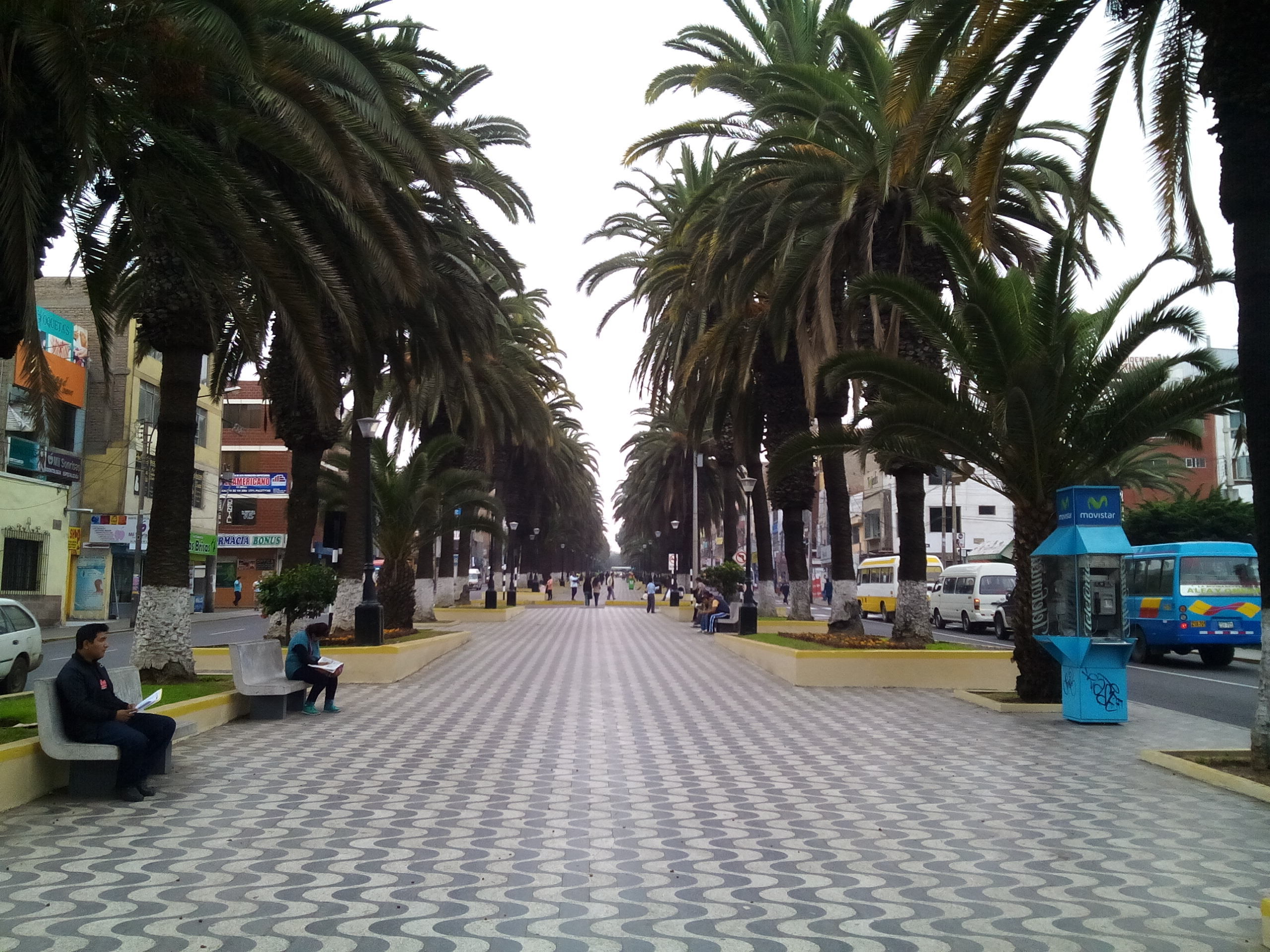
Alameda Bolognesi
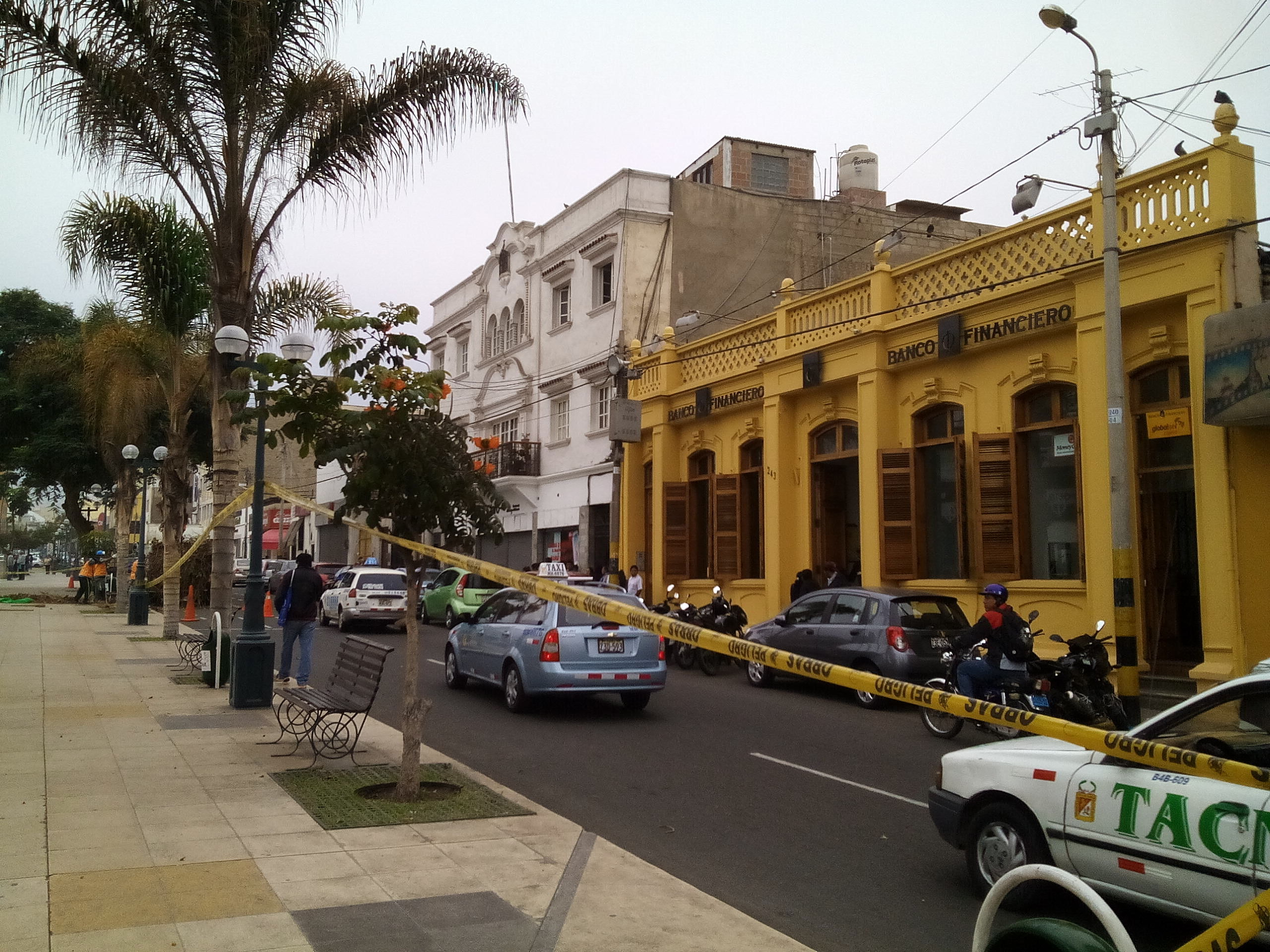
Centro histórico de Tacna
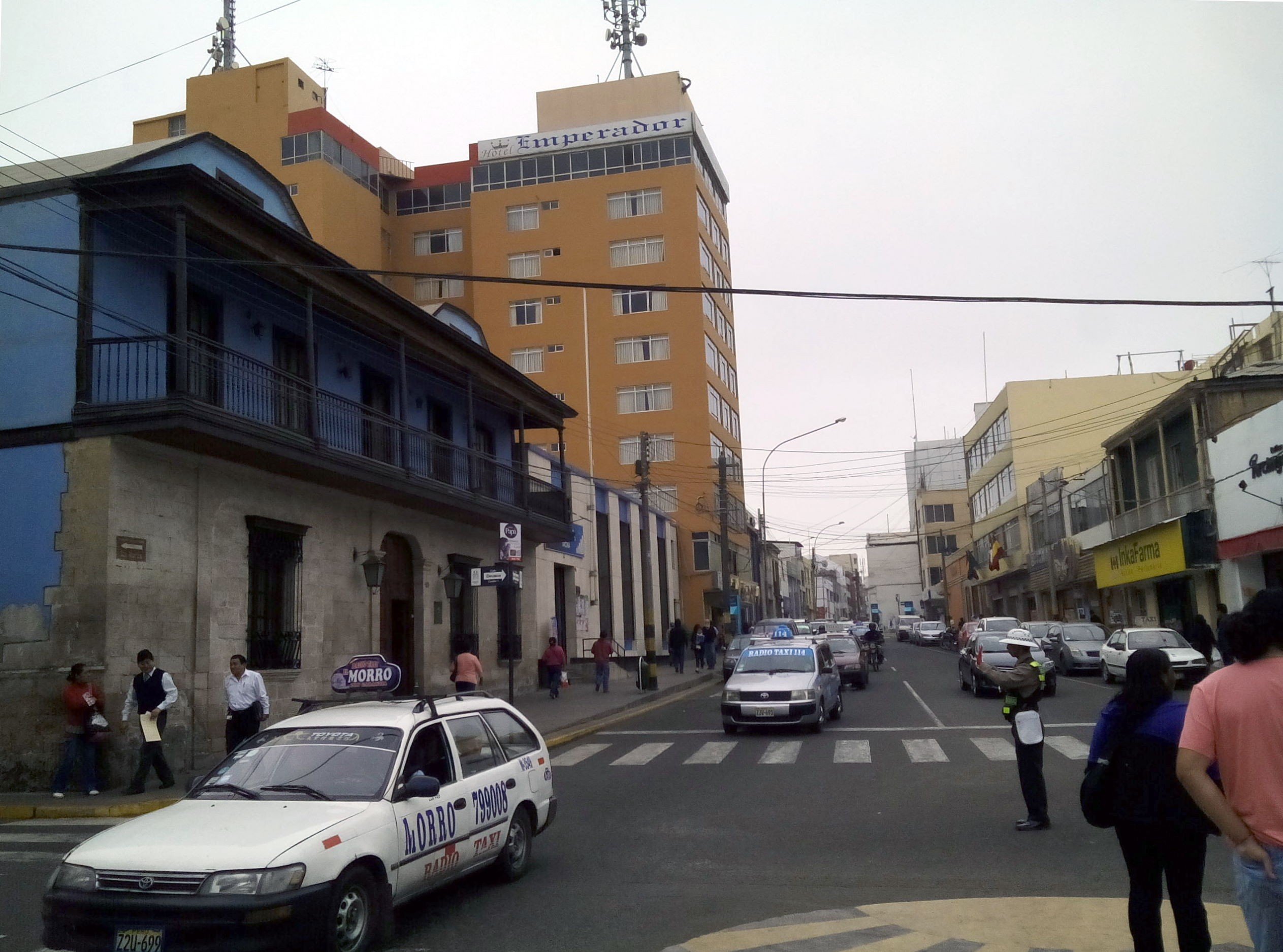
Edificio mas alto de Tacna en el siglo XX
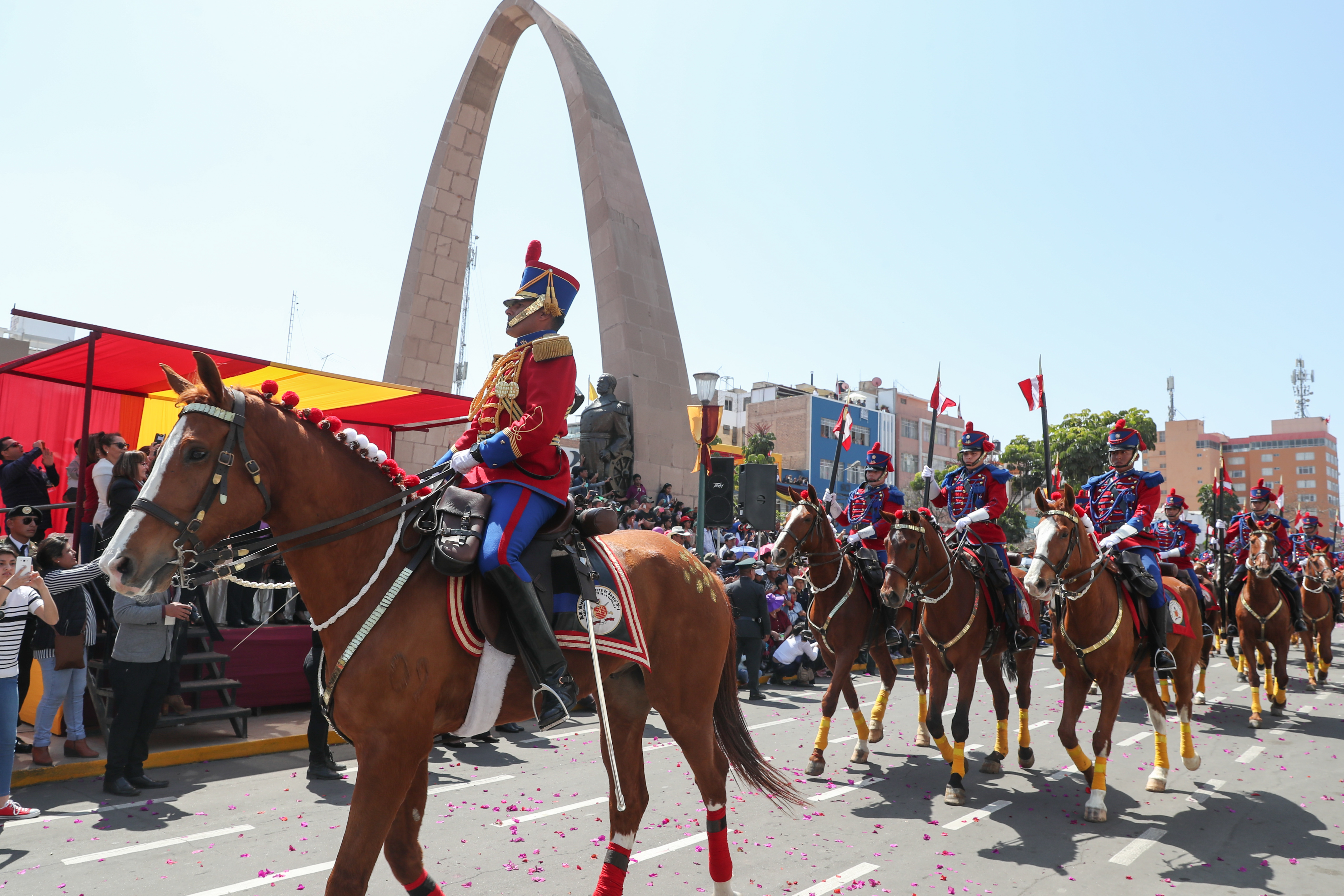
Aniversario del retorno de Tacna al Perú
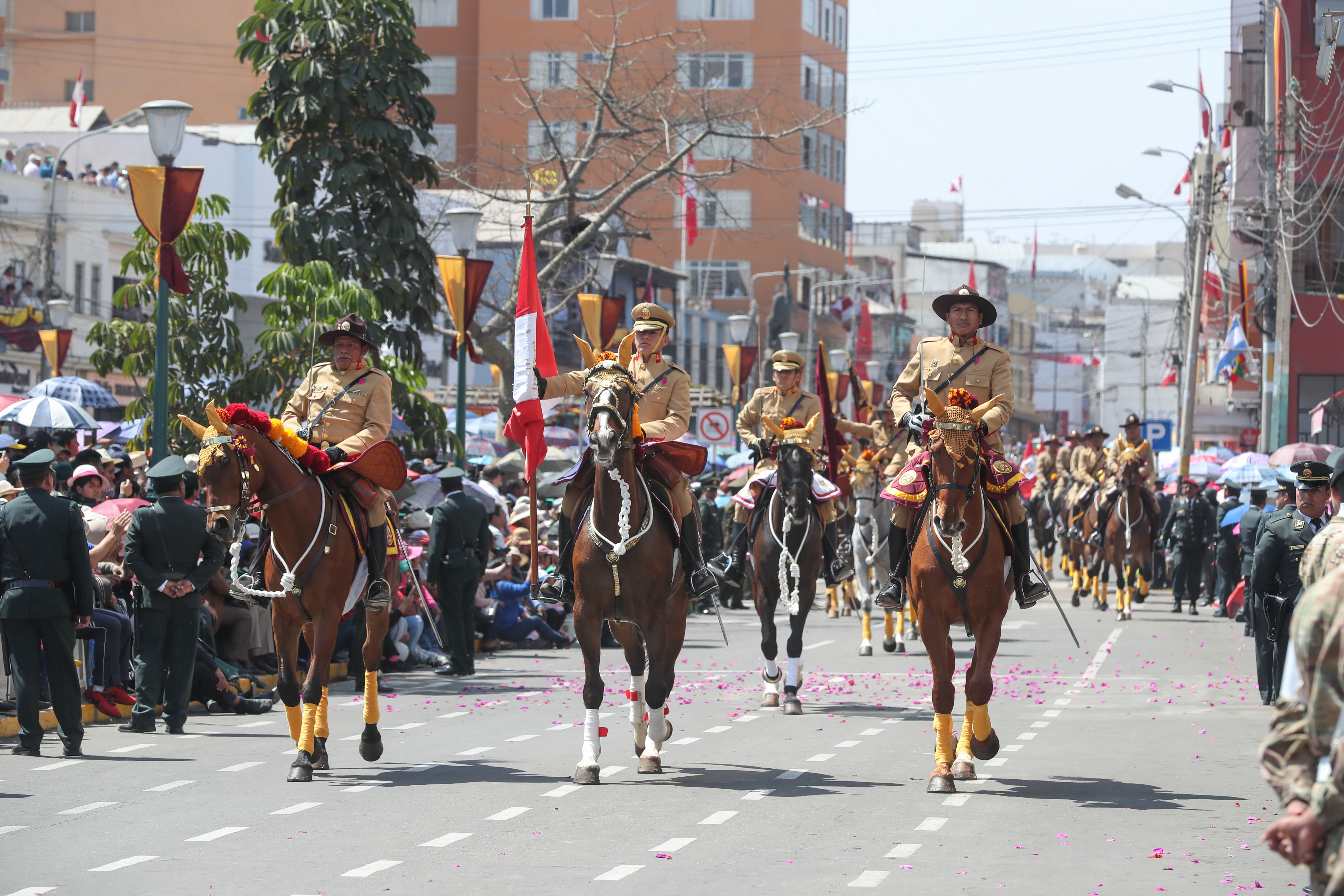
Aniversario del retorno de Tacna al Perú

## Ciudades Hermanas
- Puno, Perú[20]
- Arica, Chile[20]
- Iquique, Chile[20]
- Calama, Chile[20]
- La Paz, Bolivia[20]
- El Alto, Bolivia[20]
- San Andrés de Machaca, Bolivia[20]
- Mendoza, Argentina
- San José (Costa Rica), Costa Rica